# Thorigné-Fouillard
Thorigné-Fouillard est une commune française située dans le département d'Ille-et-Vilaine en région Bretagne.
Peuplée de 8 631 habitants en 2022, elle fait partie des quarante-trois communes de Rennes Métropole.

## Géographie

### Localisation et communes limitrophes
|        | Liffré             |        |
| Betton | Thorigné-Fouillard | Acigné |
|        | Cesson-Sévigné     |        |

Thorigné-Fouillard est située au nord-est de Rennes. Elle fait partie de Rennes Métropole.
C'est à l'origine un bourg qui s'est construit sur l'axe Fougères - Rennes, le dernier avant Rennes. Depuis l'ouverture de l'autoroute A84, entre Caen et Rennes, qui contourne désormais le centre de Thorigné, l'ancienne route de Fougères traversant le bourg n'est plus qu'une simple rue (rue Nationale) menant vers Rennes. Néanmoins on l'appelle encore souvent route de Fougères.

### Relief et hydrographie
La commune forme un plan incliné vers le sud en direction de la vallée de la Vilaine: les points les plus hauts (vers 90 mètres d'altitude) sont à la limite nord de la commune (avec Liffré) et en lisière de la Forêt de Rennes ; les points les plus bas à sa limite sud, dans la vallée de la Vilaine, à l'endroit où ce cours d'eau quitte la commune, à 27 mètres d'altitude.
Thorigné-Fouillard est longé par le fleuve côtier Vilaine qui dessine un large méandre à hauteur de la commune, Thorigné-Fouillard se trouve sur sa rive concave (aussi rive droite), ce qui explique la forme en arc de cercle rentrant de la limite sud de la commune (la rive convexe est en Cesson-Sévigné). Seuls deux très modestes ruisseaux à écoulement intermittent sont affluents de la Vilaine au niveau de la commune, l'un d'entre eux servant de limite communale avec Acigné.

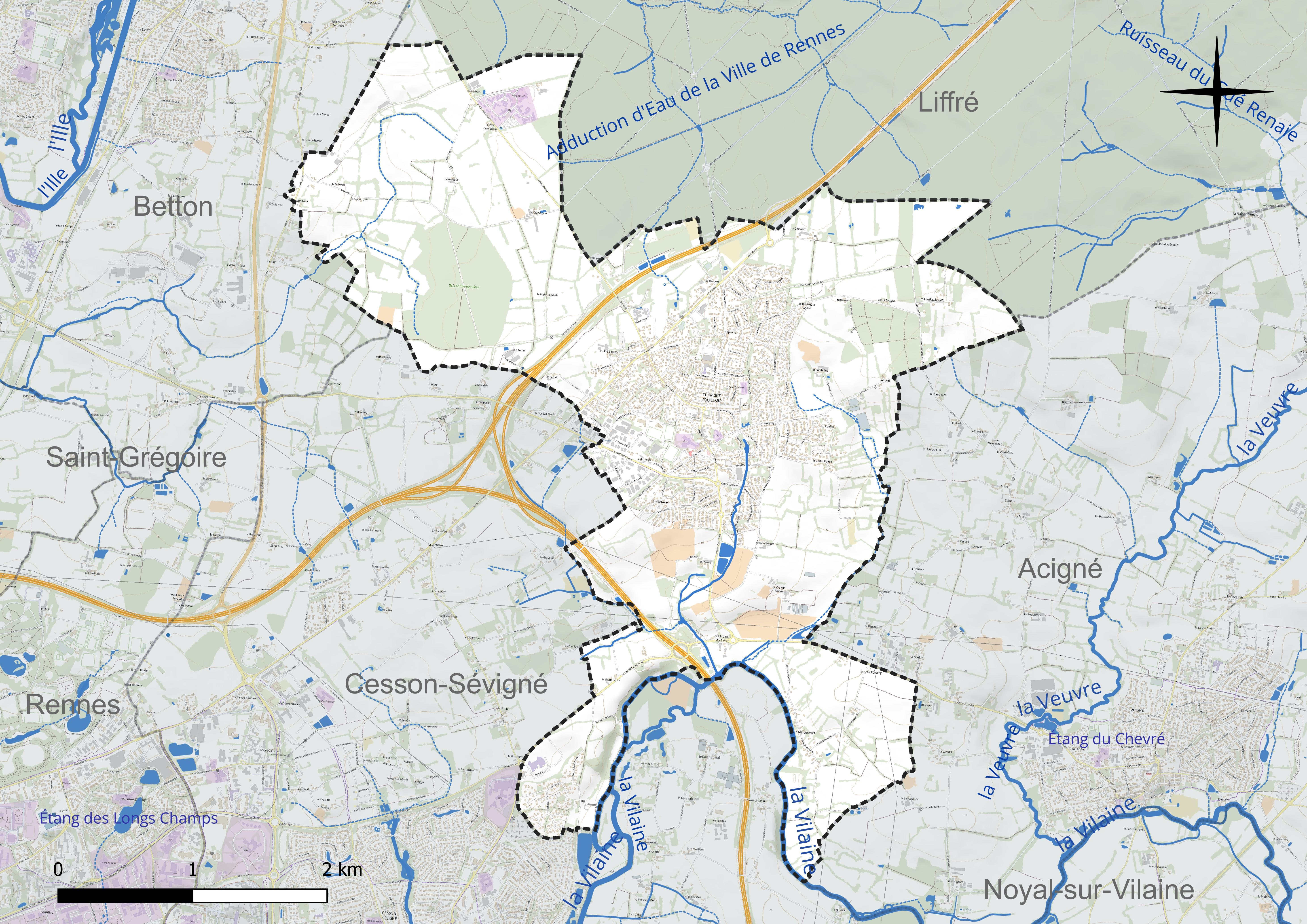
Carte du réseau hydrographique de la commune de Torigné-Fouillard.
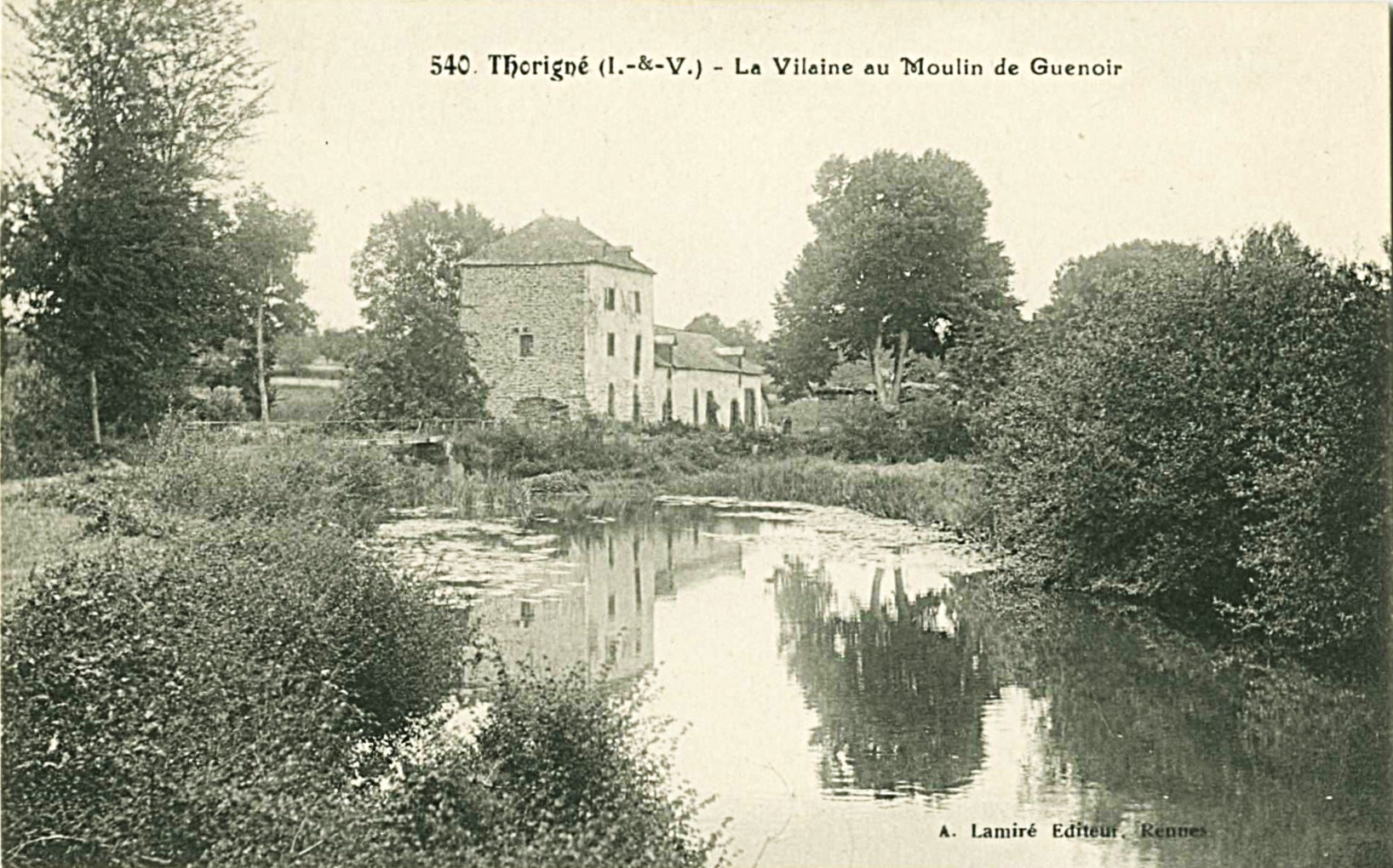
Thorigné ː la Vilaine au moulin de Guenoir [Guenou] au début du XXe siècle (carte postale).
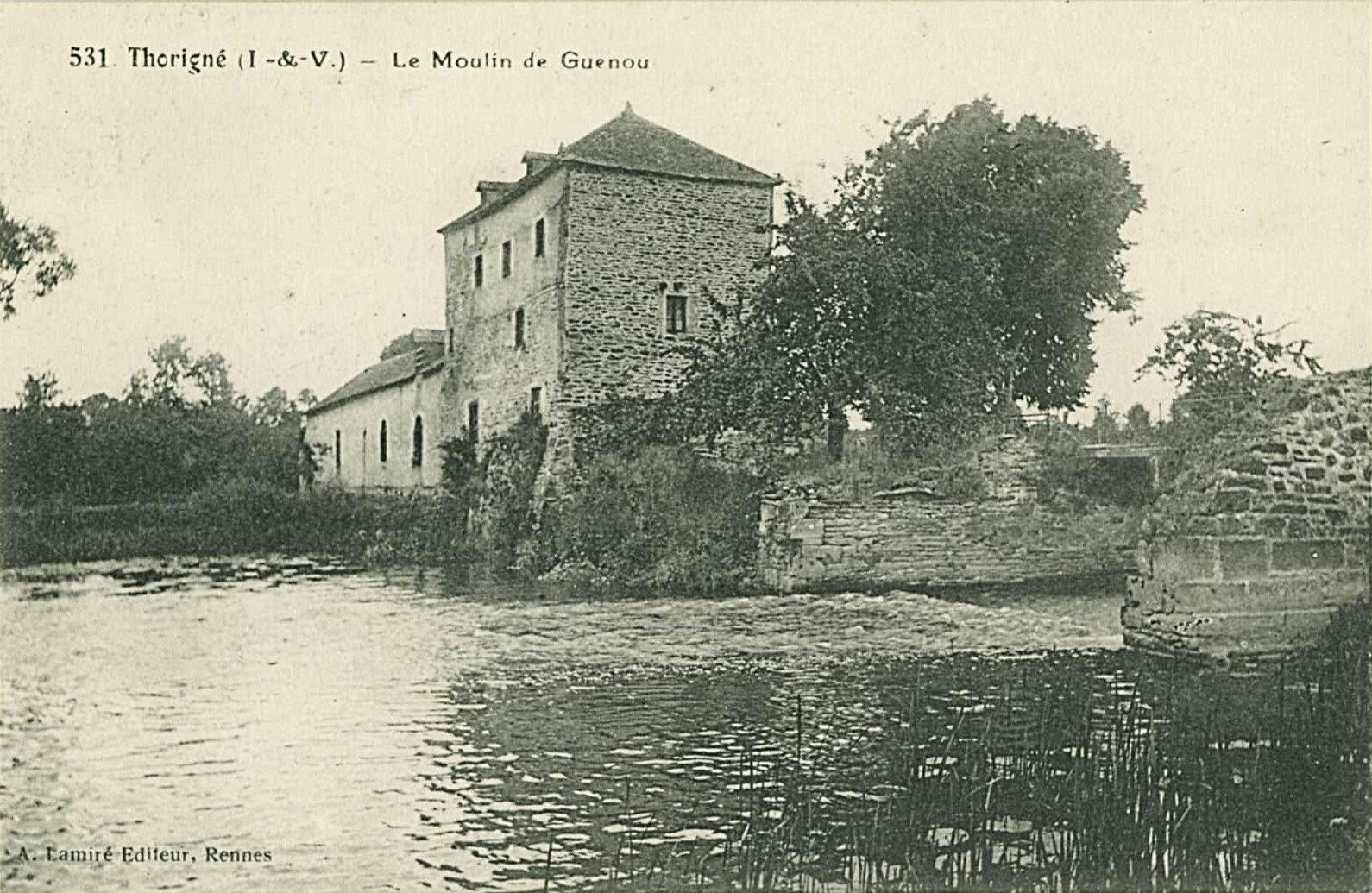
Thorigné : le moulin de Guenou au début du XXe siècle (carte postale).
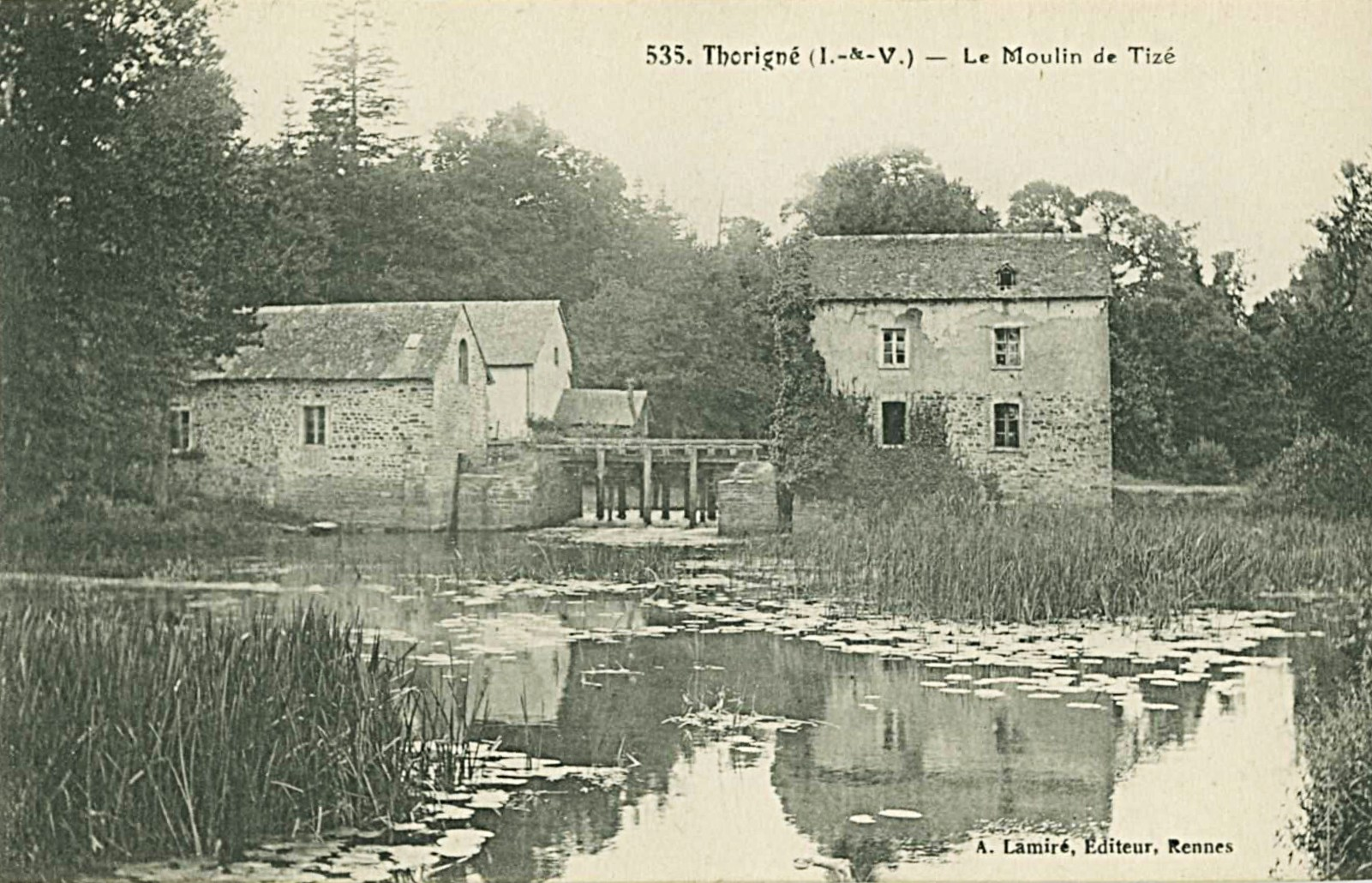
Thorigné ː le moulin de Thizé, sur la Vilaine, au début du XXe siècle (carte postale).
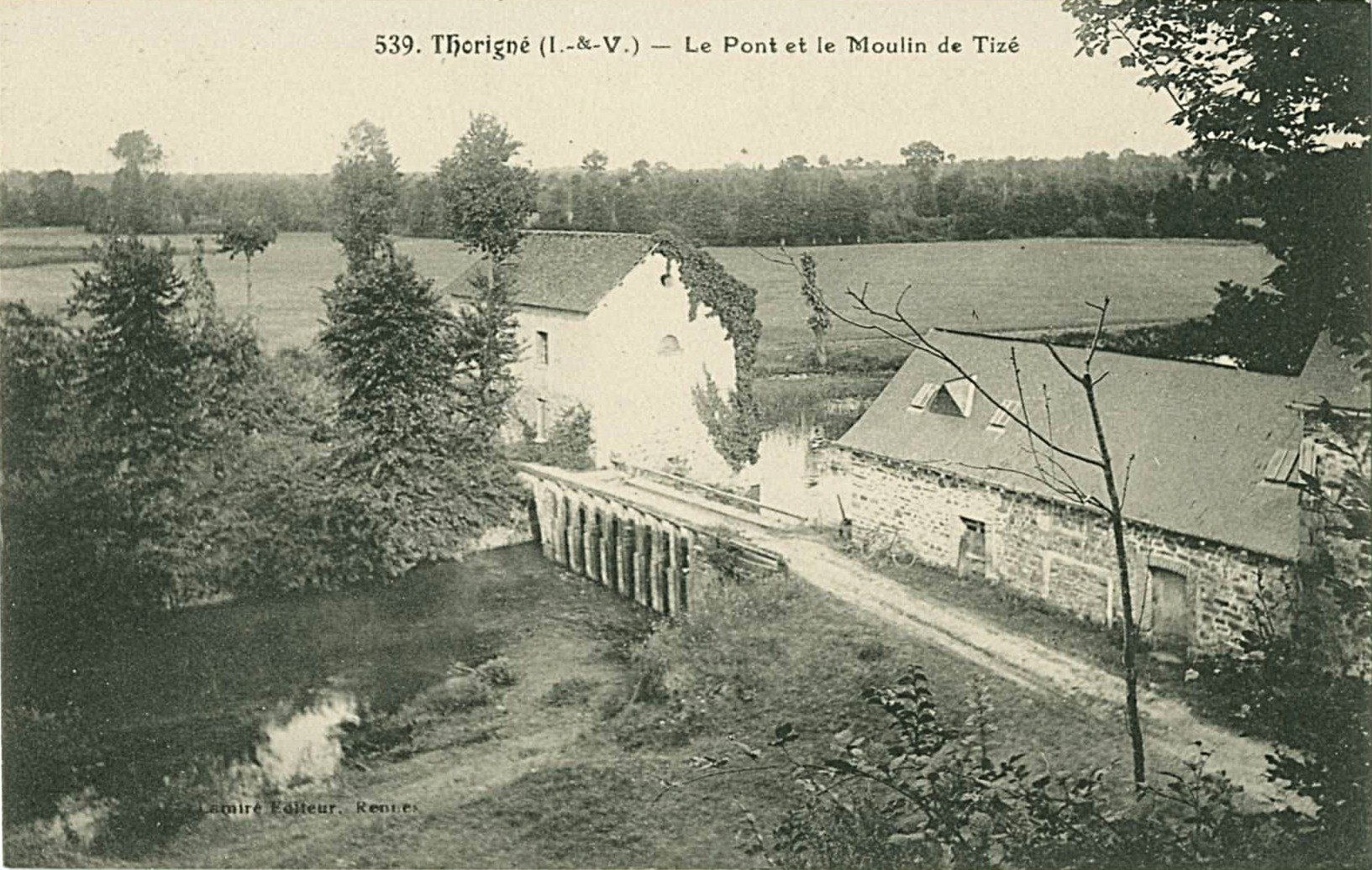
Thorigné ː le pont et le moulin de Thizé au début du XXe siècle (carte postale).

### Transports
La commune est desservie par les bus du réseau STAR de Rennes Métropole via les lignes 50, 83 et 201. La zone du Pâtis du Moulinet et le domaine de Tizé sont desservis par les lignes 64 et 200.
Le réseau de cars BreizhGo dessert également l'arrêt « Village Collectivités » via les lignes 9a, 9b et 14.
Les lignes scolaires BreizhGo P16 et P19 reliant les établissements de Liffré desservent la commune.
La commune dispose d'un accès à l'autoroute A84 Rennes - Caen, à la sortie 25 ainsi qu'un accès à la rocade de Rennes (Route nationale 136) via l'échangeur de la porte de Tizé.
Les pistes cyclables du réseau express vélo de Rennes permettent de relier la commune à Cesson-Sévigné et Acigné depuis 2025.

### Hydrographie
Pour un article plus général, voir Réseau hydrographique d'Ille-et-Vilaine.
La commune est située dans le bassin Loire-Bretagne. Elle est drainée par la Vilaine, un bras de la vilaine, le Caleuvre et l'adduction d'eau de la ville de Rennes,,.
La Vilaine, d'une longueur de 218 km, prend sa source dans la commune de Juvigné et se jette  dans l'Océan Atlantique à Camoël, après avoir traversé 56 communes. 

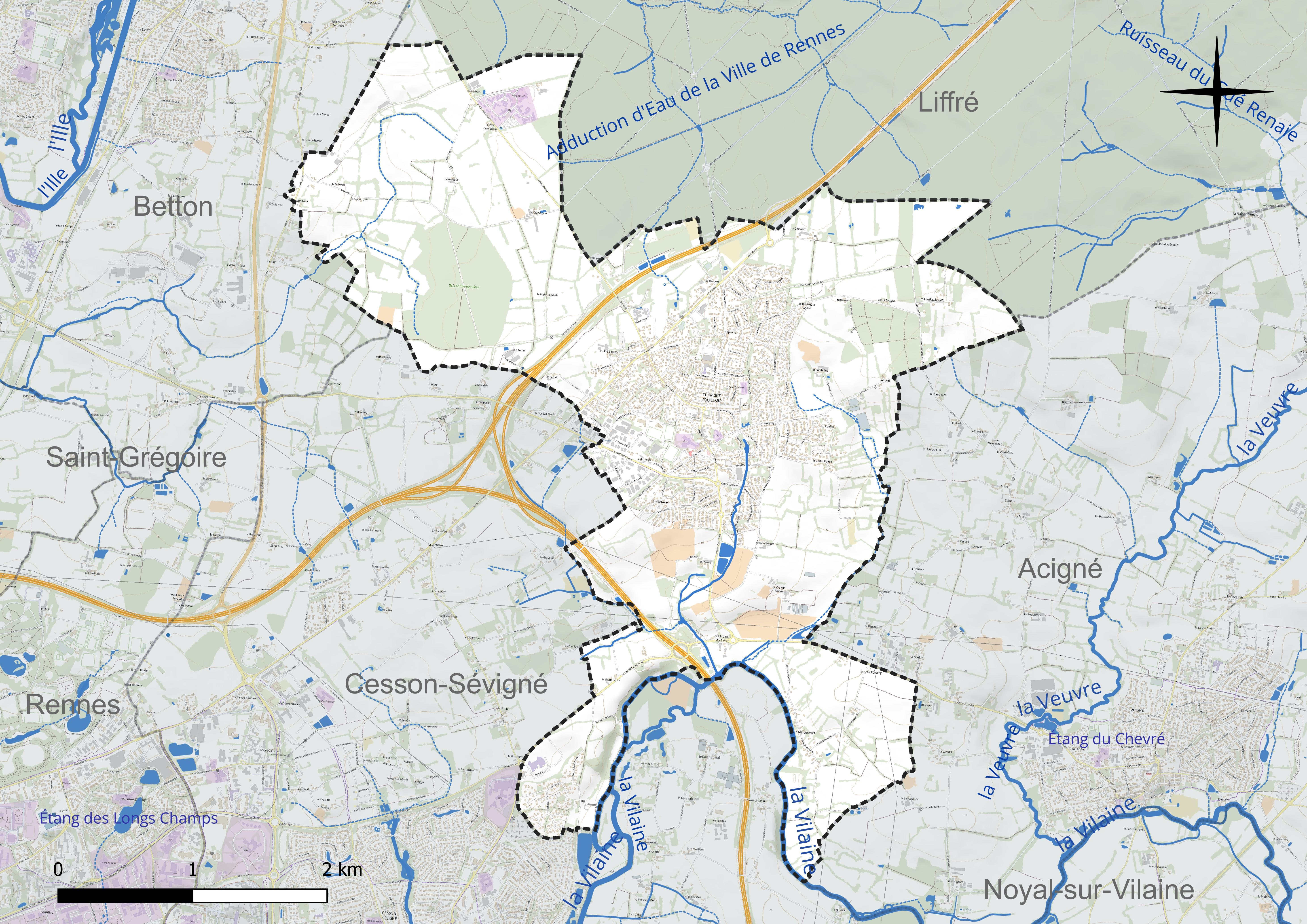
Réseau hydrographique de Thorigné-Fouillard.

### Climat
Pour des articles plus généraux, voir Climat de la Bretagne et Climat d'Ille-et-Vilaine.
En 2010, le climat de la commune est de type climat océanique altéré, selon une étude du CNRS s'appuyant sur une série de données couvrant la période 1971-2000. En 2020, Météo-France publie une typologie des climats de la France métropolitaine dans laquelle la commune est exposée à un climat océanique et est dans la région climatique  Bretagne orientale et méridionale, Pays nantais, Vendée, caractérisée par une faible pluviométrie en été et une bonne insolation. Parallèlement l'observatoire de l'environnement en Bretagne publie en 2020 un zonage climatique de la région Bretagne, s'appuyant sur des données de Météo-France de 2009. La commune est, selon ce zonage, dans la zone « Sud Est », avec des étés relativement chauds et ensoleillés.
Pour la période 1971-2000, la température annuelle moyenne est de 11,4 °C, avec une amplitude thermique annuelle de 13 °C. Le cumul annuel moyen de précipitations est de 783 mm, avec 13,3 jours de précipitations en janvier et 7,1 jours en juillet. Pour la période 1991-2020, la température moyenne annuelle observée sur la station météorologique la plus proche, située sur la commune de Saint-Jacques-de-la-Lande à 15 km à vol d'oiseau, est de 12,4 °C et le cumul annuel moyen de précipitations est de 691,0 mm,. Pour l'avenir, les paramètres climatiques de la commune estimés pour 2050 selon différents scénarios d'émission de gaz à effet de serre sont consultables sur un site dédié publié par Météo-France en novembre 2022.

## Urbanisme

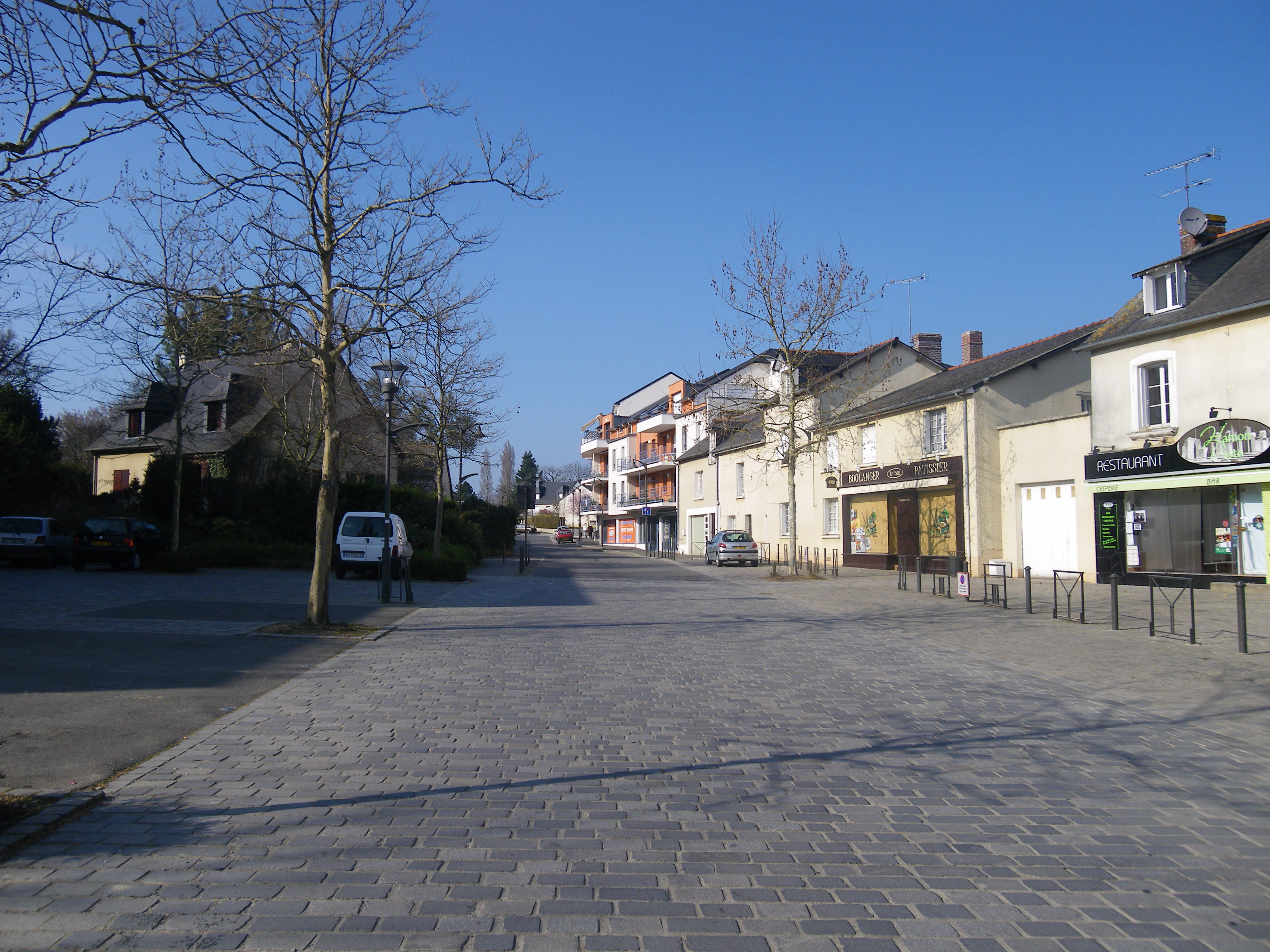
Une rue de Thorigné-Fouillard.

### Typologie
Au 1er janvier 2024, Thorigné-Fouillard est catégorisée centre urbain intermédiaire, selon la nouvelle grille communale de densité à sept niveaux définie par l'Insee en 2022.
Elle appartient à l'unité urbaine de Rennes, une agglomération intra-départementale regroupant 16  communes, dont elle est une commune de la banlieue,,. Par ailleurs la commune fait partie de l'aire d'attraction de Rennes, dont elle est une commune de la couronne,. Cette aire, qui regroupe 183 communes, est catégorisée dans les aires de 700 000 habitants ou plus (hors Paris),.

### Occupation des sols
L'occupation des sols de la commune, telle qu'elle ressort de la base de données européenne d'occupation biophysique des sols Corine Land Cover (CLC), est marquée par l'importance des territoires agricoles (71,2 % en 2018), en diminution par rapport à 1990 (77,4 %). La répartition détaillée en 2018 est la suivante : 
terres arables (30,6 %), prairies (21,6 %), zones urbanisées (20,7 %), zones agricoles hétérogènes (18,9 %), forêts (7,1 %), zones industrielles ou commerciales et réseaux de communication (0,8 %), espaces verts artificialisés, non agricoles (0,1 %). L'évolution de l'occupation des sols de la commune et de ses infrastructures peut être observée sur les différentes représentations cartographiques du territoire : la carte de Cassini (XVIIIe siècle), la carte d'état-major (1820-1866) et les cartes ou photos aériennes de l'IGN pour la période actuelle (1950 à aujourd'hui).

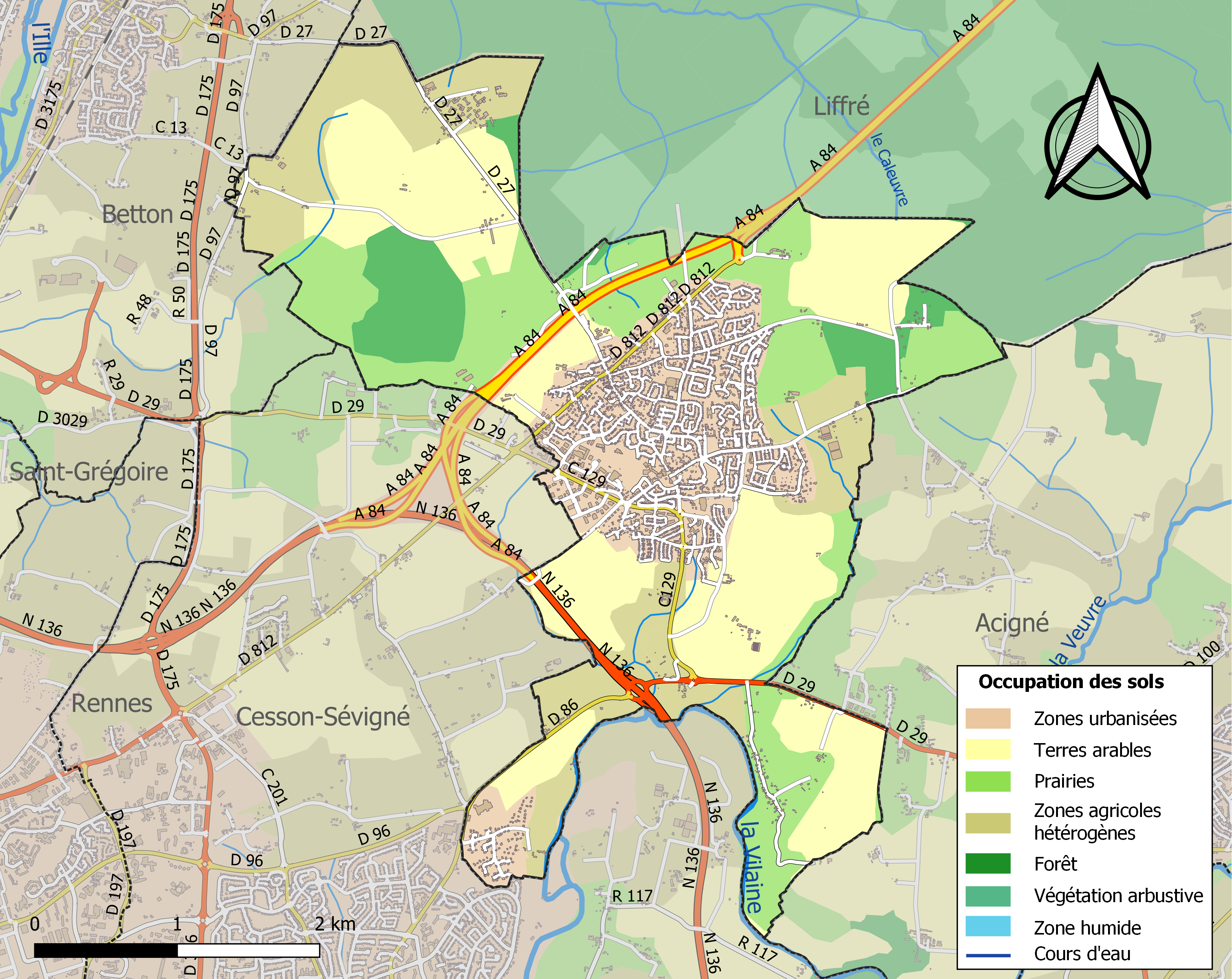
Carte des infrastructures et de l'occupation des sols de la commune en 2018 (CLC).

### Logement
Le tableau ci-dessous présente une comparaison de quelques indicateurs chiffrés du logement pour Thorigné-Fouillard et l'ensemble de l'Ille-et-Vilaine en 2017,.
|                                                                  | Thorigné-Fouillard | Ille-et-Vilaine |
| ---------------------------------------------------------------- | ------------------ | --------------- |
| Parc immobilier total (en nombre d'habitations)                  | 3 636              | 546 440         |
| Part des résidences principales (en %)                           | 95,4               | 86,2            |
| Part des résidences secondaires et logements occasionnels (en %) | 0,8                | 6,9             |
| Part des logements vacants (en %)                                | 3,8                | 6,9             |
| Part des ménages propriétaires de leur logement (en %)           | 69,0               | 59,8            |
| Part des ménages locataires de leur logement (en %)              | 30,7               | 39,0            |

### Morphologie urbaine
La commune de Thorigné a une forme assez particulière, la partie la plus urbanisée se situant tout au nord, juste en limite de la forêt de Rennes (commune de Liffré). On trouve également d'autres zones construites notamment dans l'intra-rocade, à proximité de la porte de Tizé.
Aujourd'hui, Thorigné est une petite ville en expansion, de par sa proximité avec Rennes.
Thorigné-Fouillard dispose également d'un plan local d'urbanisme intercommunal approuvé par délibération du conseil métropolitain du 19 décembre 2019. Il divise l'espace des 43 communes de Rennes Métropole en zones urbaines, agricoles ou naturelles.

## Toponymie
Le nom de la localité est attesté sous les formes ecclesia de Tauriniaco en 1158, Thorigniacum en 1170, parochia de Torigneio en 1266 et en 1447.
Thorigné, vient peut-être de l'anthroponyme Taurinius. Thorigné serait un prieur bénédictin Geoffrey de Thorigné, « Gaufridus de Tauriniaco » (en 1086). Selon la tradition ce prieur bénédictin aurait par orgueil imposé son nom au bourg, s'en serait repentit ensuite et aurait voulut, pour expier sa faute, être inhumé dans l'église sous une pierre sans inscriptions, afin que son nom fût oublié (une pierre tombale anonyme qui se trouvait dans l'ancienne église a été replacée dans la nouvelle).
Thorigné prit le nom de Thorigné-sur-Vilaine en 1820 afin de différencier la commune d'autres communes homonymes (4 autres communes en France se dénommant Thorigné).
Fouillard, ancien hameau de la commune de Liffré. Toponyme indiquant : n° 1) un « endroit feuillu », ce qui semble désigner des habitants vivant du travail du bois ; n° 2) un Foul(i)ard, nom répandu entre Bretagne du Nord-Est et Normandie, désignant un enclos à oiseaux (A. J. Raude). Un nom de personne est exclu.
Le nom de la commune s'écrit Toreinyaé-Folhard en gallo. La forme bretonne récente (à partir de l'étymon n° 1) est Torinieg-Foilharzh (et Faoularzh à partir de l'étymon n° 2). La forme bretonne, dans cette partie du Rennais où le breton ne prédominait pas, a d'abord un rôle symbolique.
Thorigné-Fouillard est née du rattachement en 1982 du hameau de Fouillard à la petite commune de Thorigné-sur-Vilaine.
Le gentilé est Thoréfoléen.

## Histoire

### Moyen-Âge
On évoque le village dans les écrits à partir du XIVe siècle. Toutefois il est question d'un Geffroy de Thorigné [Gaufridus de Taurinaca] dès 1086 (il fut témoin de la donation de l'église de Mouazé à l'Abbaye de Saint-Melaine).
En 1174, Maurice, abbé de Rillé, souscrivit à l'accord fait entre Guillaume, abbé de Saint-Melaine, et Josselin, abbé de Savigny , pour les dîmes de la paroisse de Thorigné. En 1400, le territoire renfermait trois manoirs nobles : le manoir du Plessis , le manoir du Seigneur de Guénour, et celui des Landelles.
Les moines bénédictins de l'abbaye de Saint-Melaine fondèrent un prieuré qui subsista jusqu'en 1411 et demeurèrent maîtres de la paroisse jusqu'à la Révolution française, conservant notamment le droit d'en présenter le recteur jusqu'en 1770.

### Temps modernes
L'église de Thorigné, dédiée à saint Melaine datait des XVe siècle et XVIe siècle, remplaçant l'église primitive ; elle se composait à l'origine d'une simple nef à chevet droit ; deux chapelles (avec les autels de la Vierge et de sainte Anne) ont été ajoutées par la suite, donnant à l'église une forme en croix latine. Le seigneur d'Escures (en 1695 Bernardin Fouquet, en 1786 René Tranchant), aussi seigneur d'Espinay-à-Rennes, était seigneur prééminencier et se disait fondateur de l'église de Thorigné. À partir de 1702 une confrérie du Rosaire s'établit dans l'église paroissiale. Le général de la paroisse se réunissait habituellement dans la chapelle d'Espinay, qui servait de sacristie.
Une chapelle Sainte-Catherine existait, dépendant du manoir de Tizé (disparue dès le XIXe siècle).

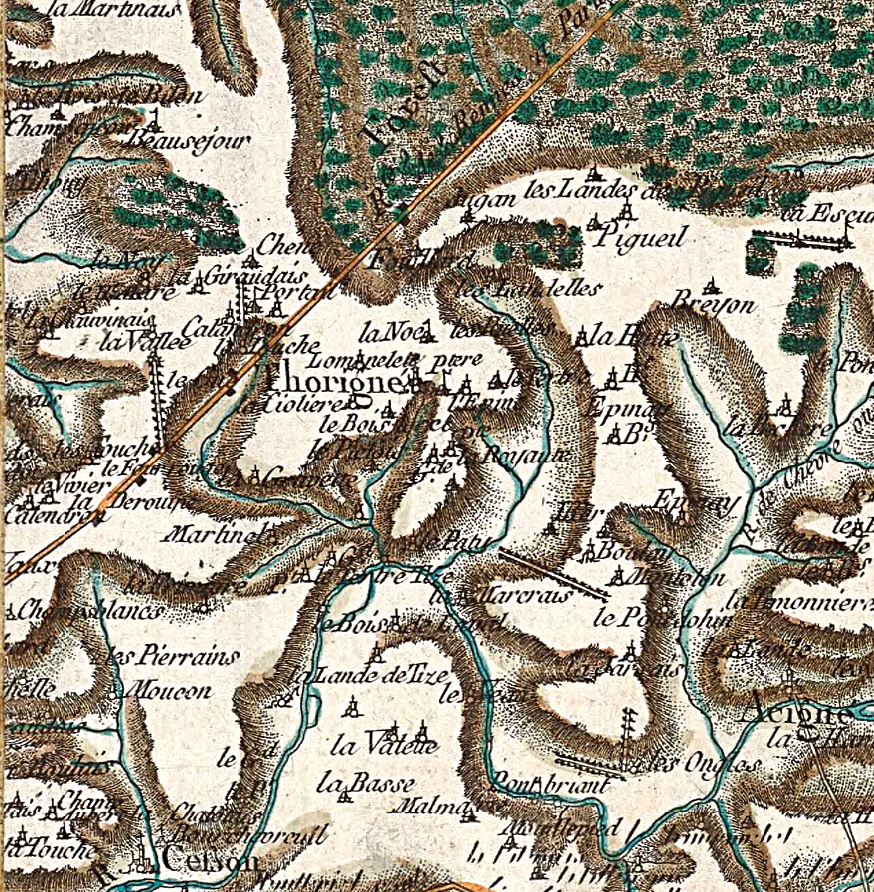
Carte de Cassini de Thorigné et de ses environs (1803).

Jean-Baptiste Ogée décrit ainsi Thorigné en 1778 :

« Thorigné ; dans un fond ; à 2 lieues à l'Est-Nord-Est de Rennes, son évêché, sa subdélégation, et son ressort. Cette paroisse relève du Roi, et compte 500 communiants : la cure est présentée par l'Abbé de Saint-Melaine. Le territoire est arrosé par les rivières de Veuvre [faux] et de Vilaine, et en partie occupé par la forêt de Rennes [faux] ; les terres font exactement cultivées, et les habitants font beaucoup de cidre. »

#### Révolution française
L'assemblée du général de la paroisse pour préparer les États généraux de 1789 se tint le 31 mars 1789, sous la présidence de Joseph-Pierre Malécot, procureur d'office des juridictions de la Martinière-Monbarot et d'Ecures, en présence de 31 paroissiens. Christophe Ridouel et Jean Macé furent désignés pour représenter la paroisse à l'assemblée du tiers-état de la sénéchaussée. Un cahier de doléances fut rédigé.
François-Jean Anger fut pourvu de la cure de Thorigné le 5 septembre 1785 ; prêtre réfractaire, il demeura caché dans la paroisse pendant la Terreur et fut réinstallé recteur de Thorigné après le Concordat en 1803 jusqu' à sa mort le 10 novembre 1812.

### LeXIXesiècle

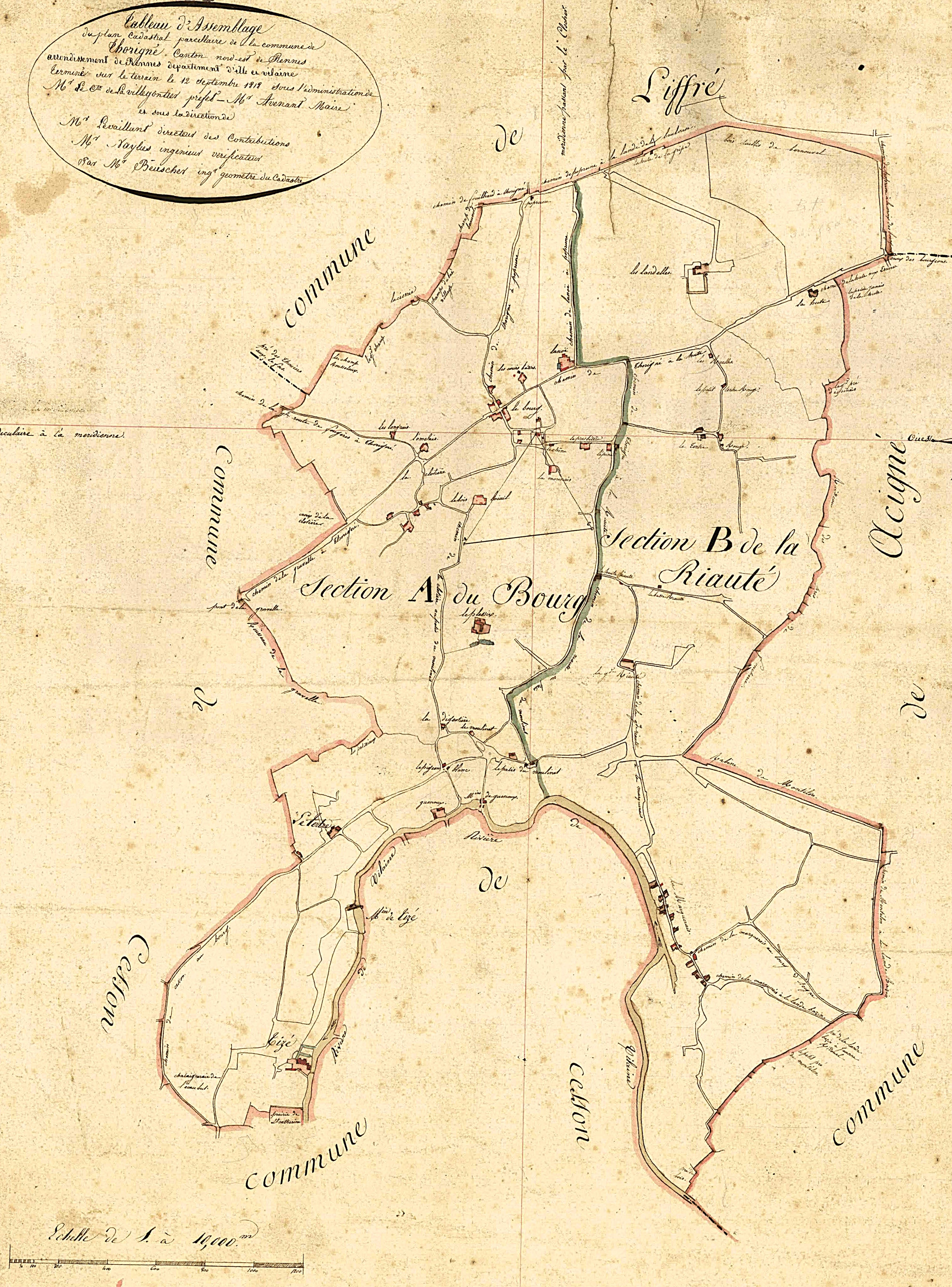
Plan cadastral de Thorigné en 1818 (tableau d'assemblage).

A. Marteville et P. Varin, continuateurs d'Ogée, décrivent ainsi Thorigné en 1853 :

« Thorigné (sous l'invocation de saint Melaine, fêté le 6 novembre) : commune formée de l'ancienne paroisse de ce nom ; aujourd'hui succursale. (..) Principaux villages : les Landelles, la Riauté, la Marquerais, Tizé, la Clôtière. Superficie totale 672 hectares, dont (..) terres labourables 466 ha, prés et pâturages 71 ha, bois 50 ha, vergers et jardins 10 ha, landes et incultes 47 ha (.;). Moulins : 2 (de Guénoux, de Tizé ; à eau. Cette commune, que la Vilaine baigne en la limitant au sud, a quelques jolis sites et de belles prairies. On y voit les ruines du château de Tizé où mourut d'ArgentréCes ruines sont remarquables par quelques jolies paries de la Renaissance, notamment l'ancienne tourelle qui servait d'escalier. (..) Thorigné confine à la forêt de Rennes, mais son territoire n'est pas, « en partie, occupé par cette forêt » comme le dit [Jean-Baptiste Ogée]. Cette commune n'a d'autres bois que celui de Bernouvel, à son extrémité nord-ouest. La Vœuvre ne l'arrose pas non plus. Géologie : schiste argileux ; roches porphyriques au sud-ouest. On parle le français [en fait le gallo]. »

En 1853, le jour de l'Ascension, le feu prit en forêt de Rennes dans le quartier dit de la Mine : «  le tocsin a sonné dans les communes de Liffré, Betton, Saint-Sulpice et Thorigné. Les curés de ces communes sont accourus à la tête de leurs paroissiens, avec un zèle admirable ». Plus de 20 hectares ont été brûlés.
Une école communale de filles, tenue par trois religieuses, ouvrit à Thorigné en 1856.
La ferme du Plessis, exploitée par le maire Pierre Galery, fut reconstruite par la princesse Baciocchi, qui contribua à l'amélioration de l'agriculture en Bretagne. Joseph Saint-Gal s'y forma après ses études.

### LeXXesiècle

#### La Belle Époque

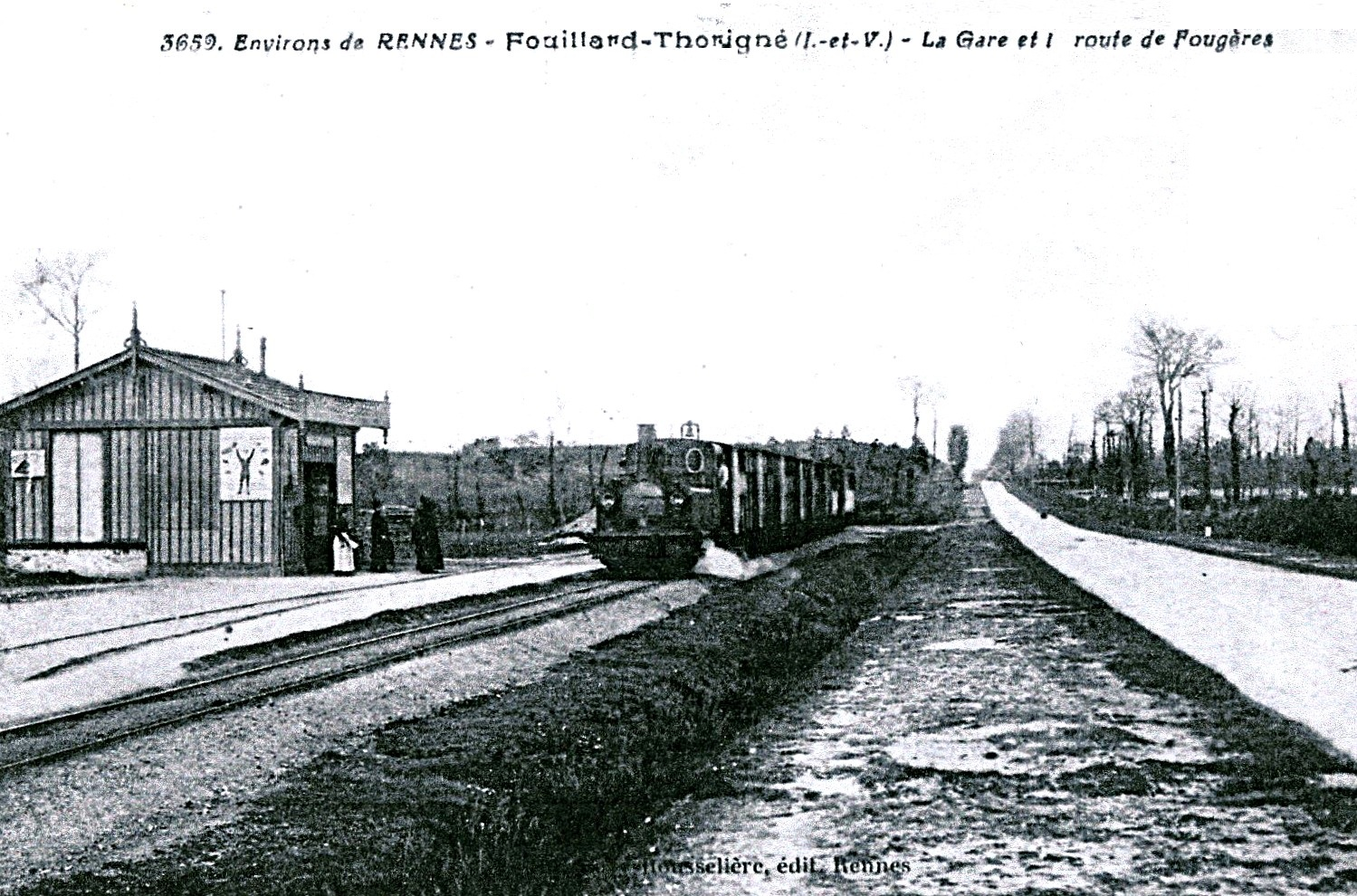
Thorigné : la gare du tramway et la route de Fougères au début du XXe siècle(carte postale).

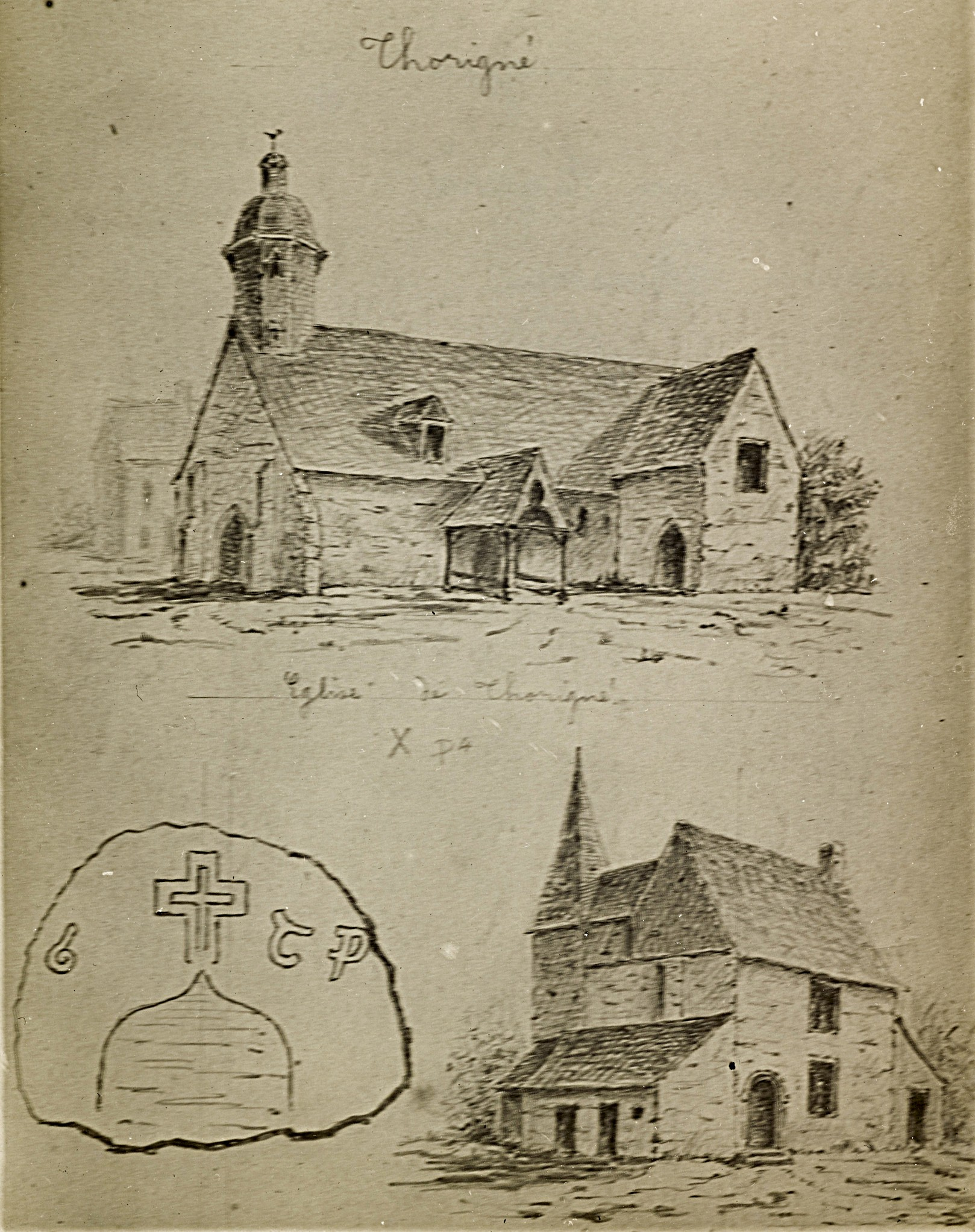
Dessin représentant l'ancienne église et l'ancien prieuré de Thorigné (XIXe siècle ?). L'ancienne église se trouvait à l'emplacement du cimetière et l'ancien prieuré un peu plus au nord.

Les Tramways d'Ille-et-Vilaine desservaient le bourg de Fouillard à la station « Fouillard-Thorigné » entre 1901 et 1950. Par exemple des trains spéciaux sont organisés entre Rennes et Thorigné le 28 juin 1903 ainsi que le 4 août 1907, etc..  à l'occasion de l'assemblée de Thorigné.
La nouvelle église paroissiale Saint-Melaine, construite par l'architecte Arthur Regnault, fut bénie le 15 septembre 1901 par le chanoine Duroselle, vicaire général, au milieu d'une affluence considérable (des trains spéciaux avaient été organisés depuis Rennes) ; une procession alla de l'ancienne église à la nouvelle. L'assemblée annuelle de Thorigné se déroula le même jour et toute une série de réjouissances fut organisée l'après-midi : mât de cocagne, courses de vitesse et d'obstacles, etc.. et le soir (feu d'artifice, illumination de la nouvelle église).
L'abbé Chiloup, recteur de Thorigné, fut le 16 décembre 1904 l'objet d'une tentative d'homicide dans son église, commise par sa bonne, Jeanne Erhel (elle tira sur lui 5 coups de revolver), qu'il avait congédié ; celle-ci fut condamnée à 2 ans de prison et 10 ans d'interdiction de séjour par la Cour d'assises d'Ille-et-Vilaine. Elle décéda à la Maison [prison] centrale de Rennes en avril 1906.
Le 26 septembre 1905, premier jour d'application de la laïcisation des écoles à Thorigné , les institutrices laïques qui remplaçaient les Sœurs de l'Immaculée Conception de Saint-Méen durent faire venir un serrurier de Rennes (aucun artisan local n'acceptant d'intervenir) pour pouvoir pénétrer dans l'école et trouvèrent les locaux totalement saccagés. Le journal L'Ouest-Éclair du 20 septembre 1905 s'indigne du « crochetage de la maison des Religieuses ».

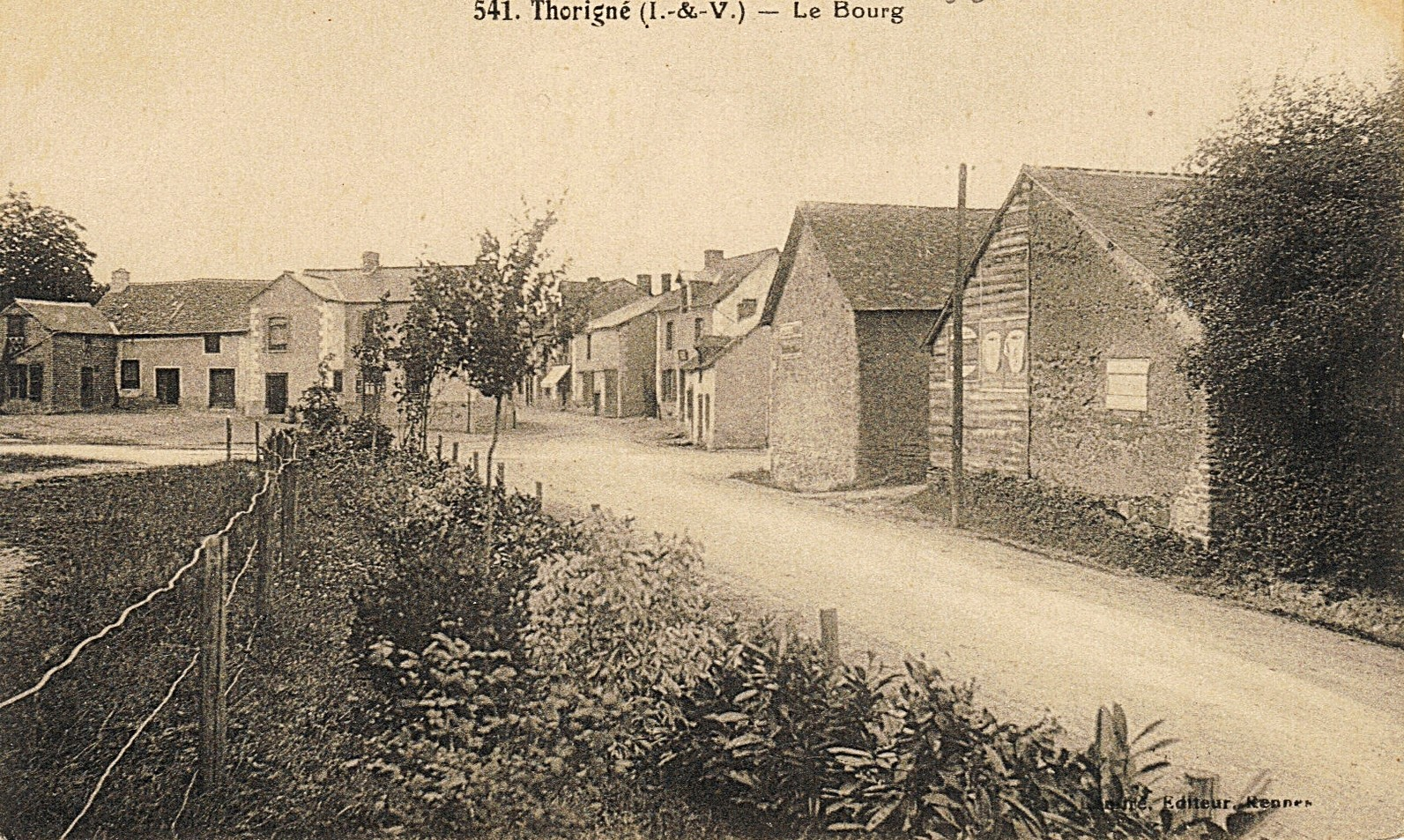
Le bourg de Thorigné au début du XXe siècle (carte postale).
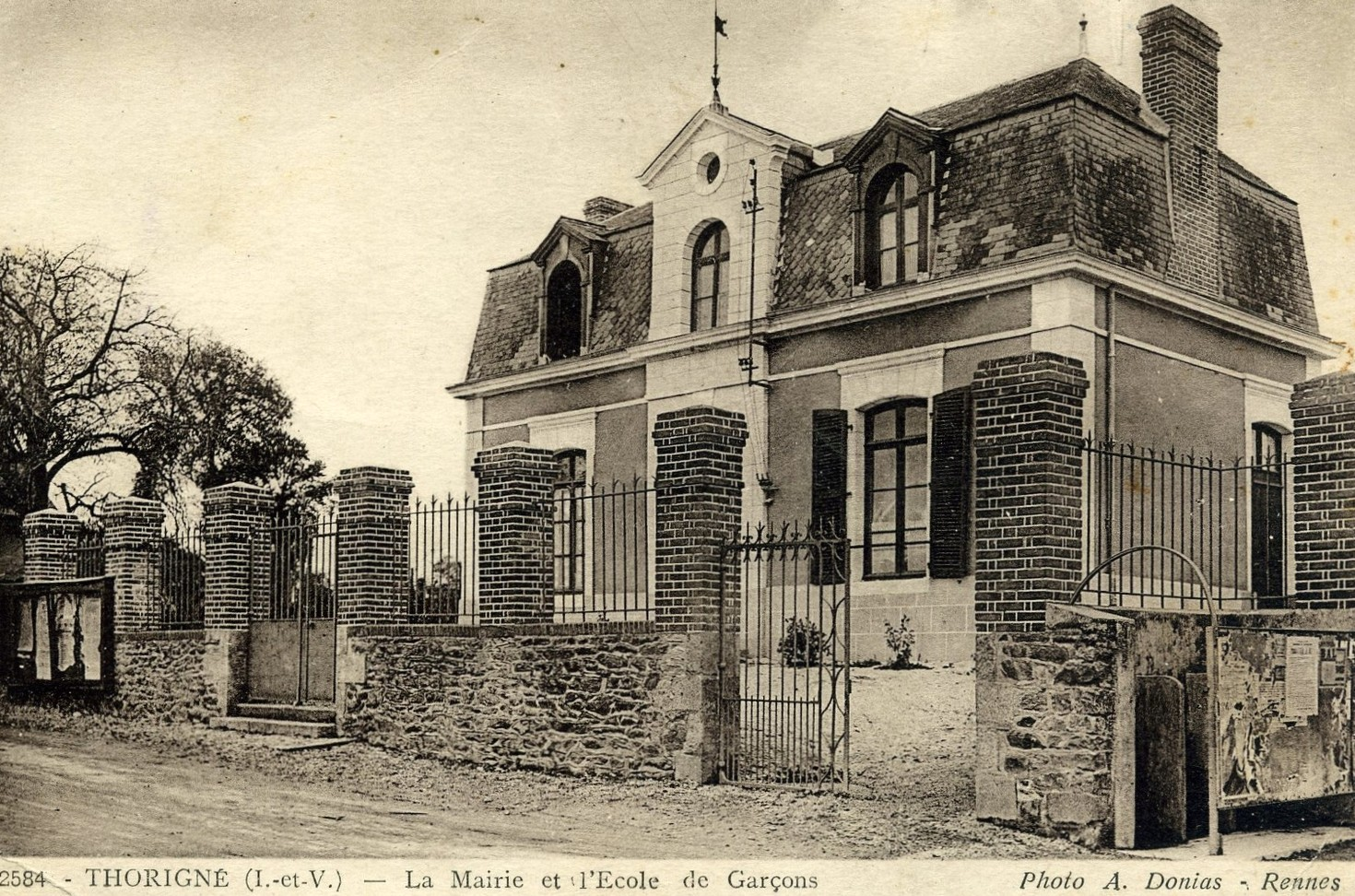
Thorigné ː la mairie et l'école des garçons au début du XXe siècle (carte postale).
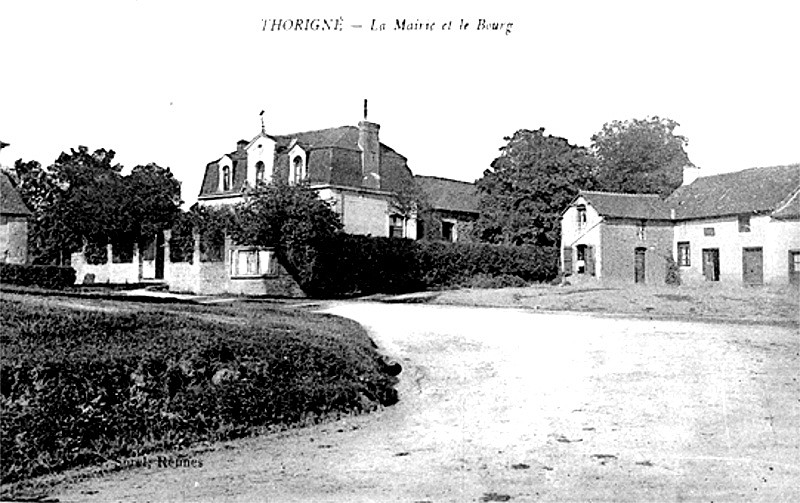
Thorigné : la mairie et le centre du bourg au début du XXe siècle (carte postale).
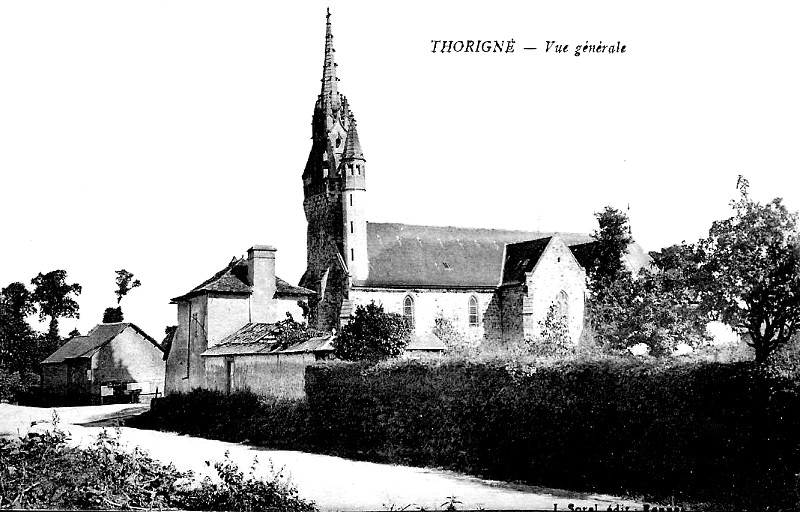
Thorigné ː église et vue générale début XXe siècle (carte postale).
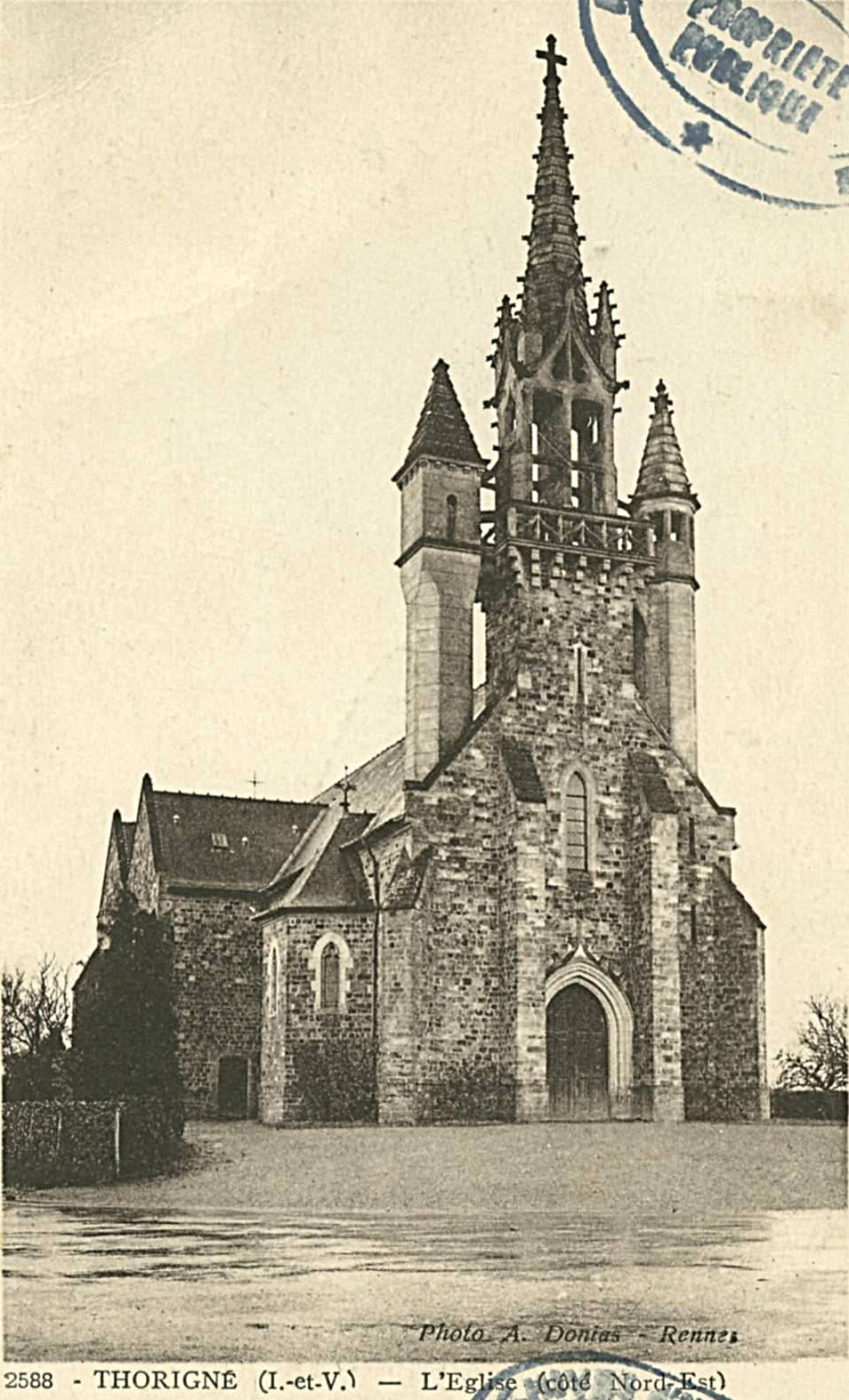
Thorigné ː la façade de l'église paroissiale au début du XXe siècle (carte postale).
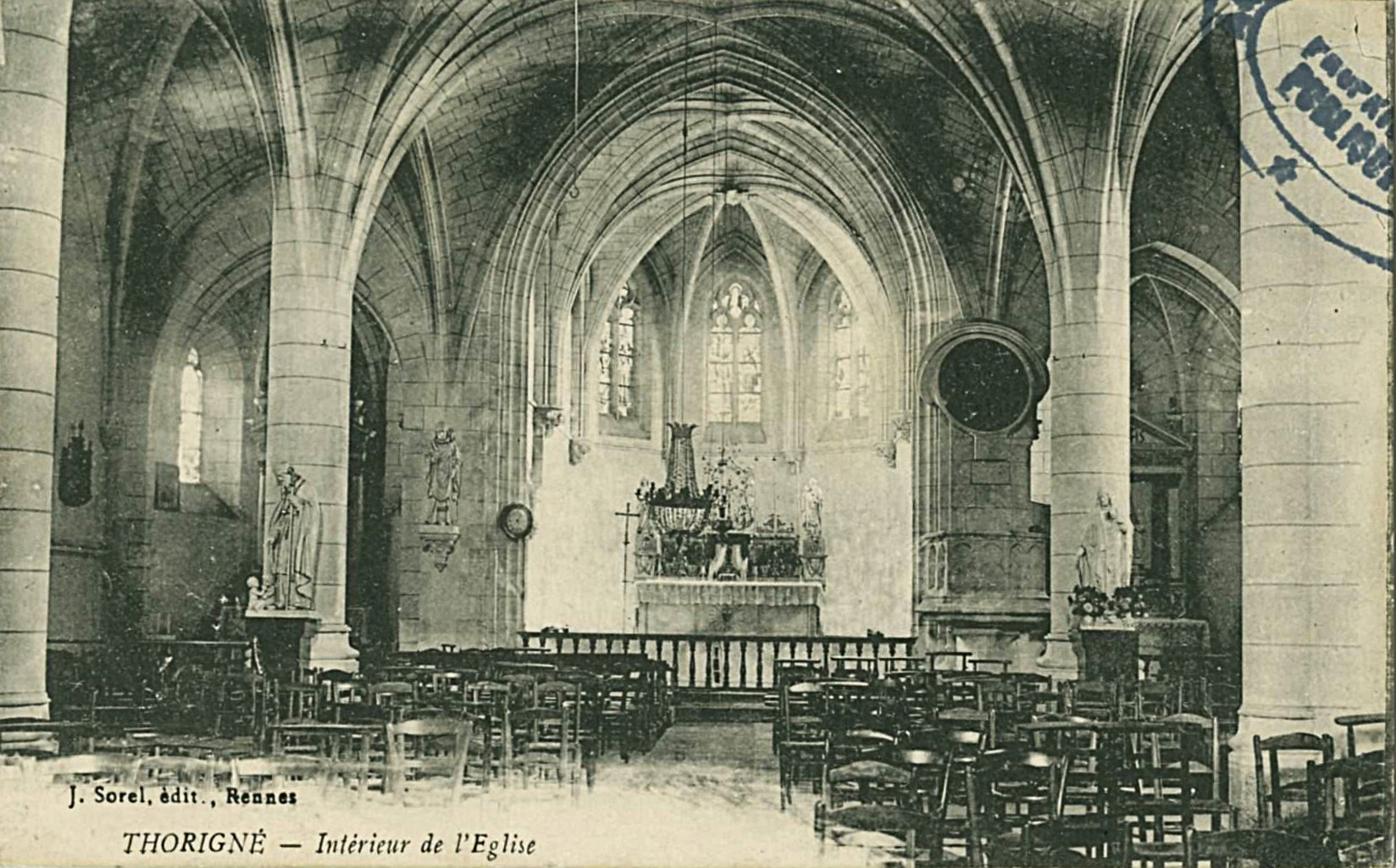
Thorigné ː vue intérieure de l'église paroissiale au début du XXe siècle (carte postale).
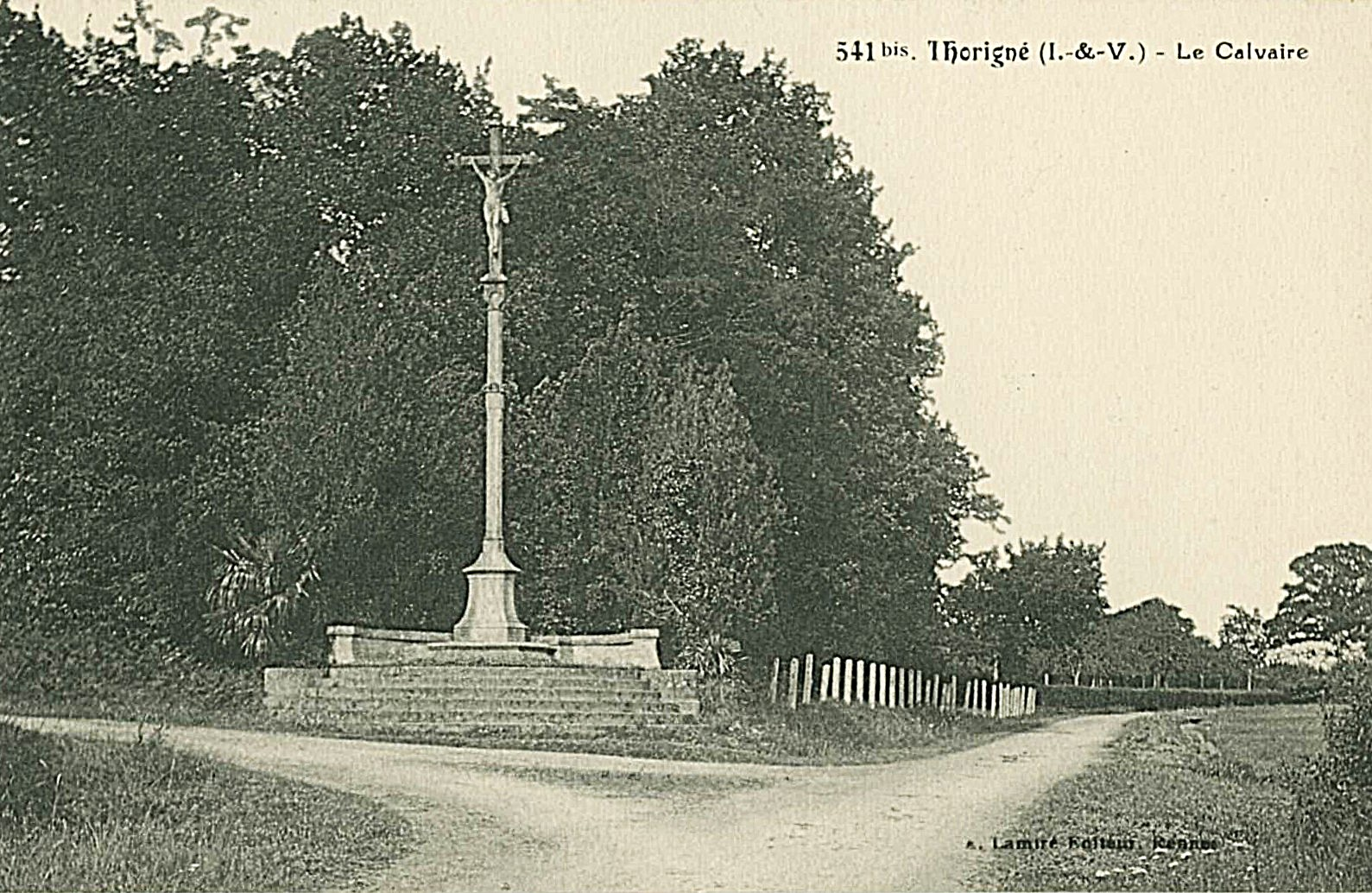
Thorigné ː le calvaire au début du XXe siècle (carte postale).

#### La Première Guerre mondiale

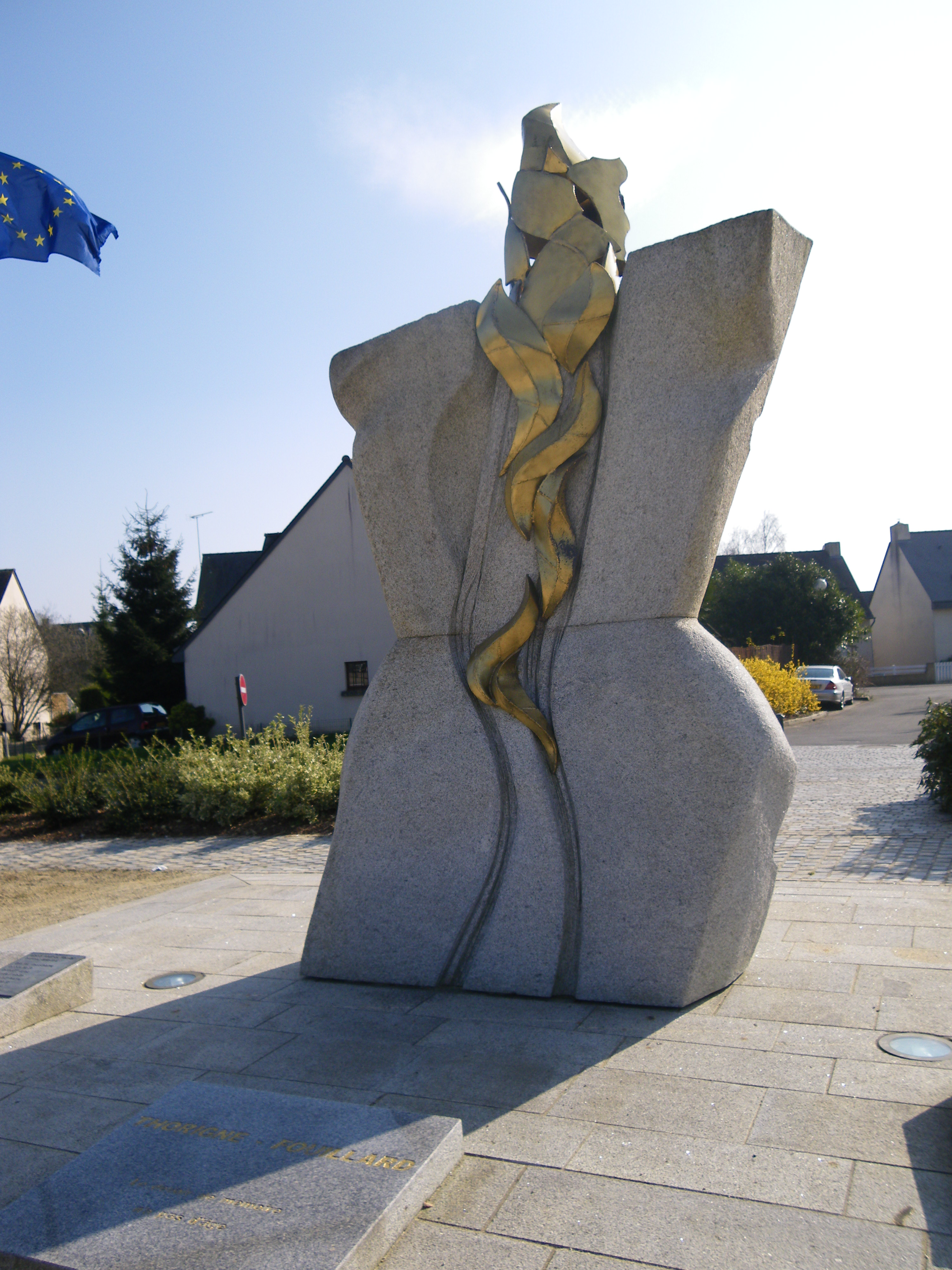
Le monument aux morts de Thorigné-Fouillard.

Thorigné-Fouillard compte trois monuments aux morts : un pour l'ensemble de la commune, un pour Thorigné et un pour Fouillard. Le monument aux morts de Thorigné-Fouillard porte les noms de 41 soldats morts pour la France pendant la Première Guerre mondiale ; parmi eux 16 sont inscrits sur le monument aux morts de Thorigné, tous morts sur le sol français à l'exception de Laurent Toinel, mort des suites de ses blessures à Langemarck (Belgique) le 7 novembre 1914. Celui de Fouillard porte les noms de 24 soldats certains noms sont à la fois sur le monument aux morts de Thorigné et sur celui de Fouillard, par exemple Laurent Toinel, déjà cité) morts pour la France pendant cette guerre : ils sont morts sur le sol français, sauf Laurent Toinel et à l'exception également de Jules Aubin, mort de maladie alors qu'il était en captivité en Allemagne le 30 décembre 1918, donc après l'armistice.

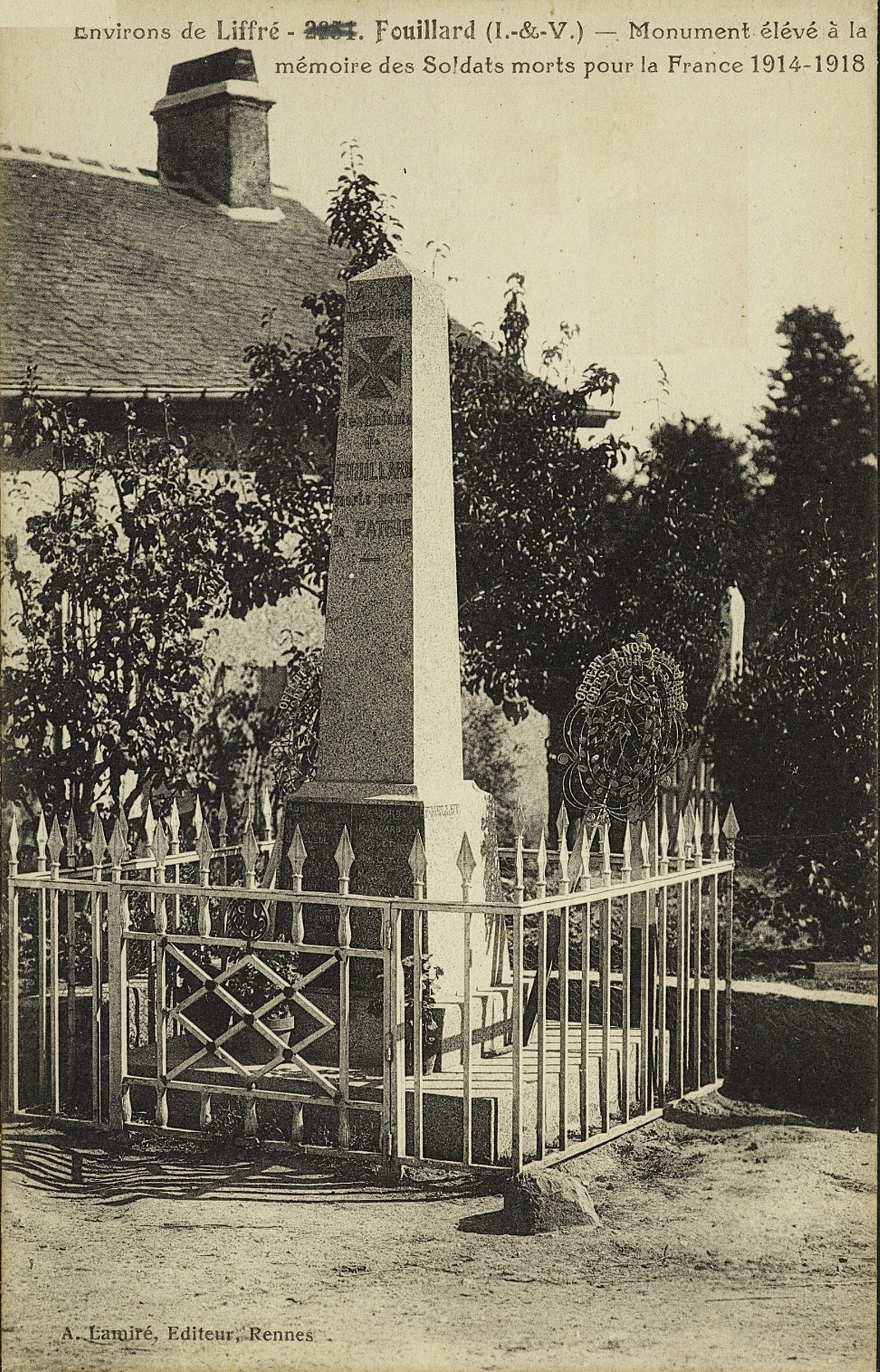
Le monument aux morts de Fouillard (carte postale).

#### Fouillard avant l'annexion

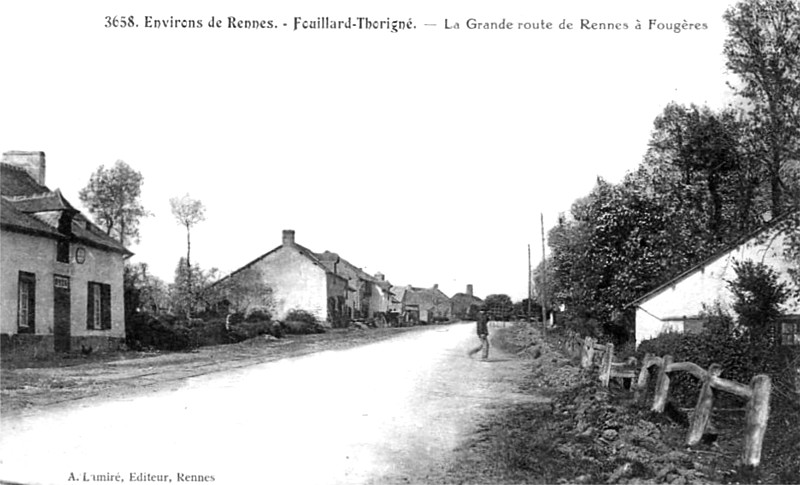
Fouillard ː la grande route de Rennes à Fougères au début du XXe siècle (carte postale).

Fouillard était un village très animé avec ses nombreux commerces (12 cafés et plusieurs restaurants, six épiceries, un Hôtel de la gare, une boucherie) et des artisans, souvent en lien avec la forêt de Rennes toute proche (un bourrelier, deux cordonniers, un forgeron, un tanneur, un charron, plusieurs vanniers, des scieries, des scieurs de long, un sabotier, des cercliers, des bucherons, etc ..).
L'habitat s'est progressivement développé principalement le long de la route de Fougères à Rennes, surtout en direction de Thorigné, dans le courant du XIXe siècle et de la première moitié du XXe siècle. Disposant d'un halte de tramway,  Fouillard devint une porte d'entrée pour les promeneurs venant en forêt de Rennes.
Une fête annuelle était organisée chaque année à Fouillard : celle de 1920, organisée par le conseil municipal de Liffré en l'honneur des morts pour la Patrie, fut accompagnée d'une cérémonie religieuse qui se tint en l'église de Thorigné. De manière générale les fêtes de Fouillard se déroulaient à Thorigné, par exemple la fête des anciens combattants de Fouillard, auxquels se joignirent ceux de Thorigné, se déroula devant le monument aux morts de Fouillard, dans le cimetière, mais la cérémonie religieuse se tint à Thorigné

#### L'Entre-deux-guerres
Une autre fête annuelle était organisée au moulin de Guenoux : par exemple celle du 8 août 1937 rencontra un « vif succès ».
Un incendie éclata dans le Bois de Bernouville le 24 juin 1938 : on sonna le tocsin, les habitants accoururent et, sous la direction du maire, Auffray, et du curé, l'abbé Laigre, parvinrent à maîtriser le sinistre après trois heures d'efforts.

#### La Seconde Guerre mondiale
Durant la Seconde Guerre mondiale, un dépôt de munitions nommé "camp Maria" fut installé par les Britanniques à Fouillard, aux environs du Placis Vert en 1940. Lors de l'Occupation, les Allemands reprennent le camp Maria et y installèrent une partie du dépôt de la Kriegsmarine de la route de Lorient à Rennes. Il fut la cible de plusieurs bombardements dont un lors de la nuit du 15 au 16 juin 1944 qui déversa plus de 3 000 bombes sur les lieux. Des baraques pour les soldats furent aussi installés entre la Bouletterie et la Saudrais ainsi qu'un camp entre le Petit Gaudrier et les Landes de Billé relié à Rennes en voie ferrée par Betton. On trouva également deux camps de prisonniers africains de l'armée française près de la ferme des Blanchets et à la Bouletterie. 
Un habitant, Joseph Gentil (son nom a été donné au chemin de randonnée reliant Thorigné-Fouillard à Betton), ainsi qu'un natif de Fouillard, Toussaint Hardouin, membre du réseau de renseignements britannique "Johnny", furent déportés au camp de concentration de Mauthausen (ce dernier y est décédé le 22 avril 1945) ; une stèle commémore sa mémoire. Emmanuel Natu, originaire de Thorigné, est mort accidentellement au camp de Caylus le 21 juin 1940.

#### L'après Seconde Guerre mondiale
Marcel Texier, originaire de Thorigné, est mort pour la France lors de la Guerre d'Algérie.

### Histoire de l'annexion de Fouillard
À l'origine, Thorigné-sur-Vilaine et Fouillard étaient deux villages distincts. Plusieurs tentatives de rattachement (1866, 1867, 1902, 1928) se soldèrent par un échec. Toutefois en 1856 Thorigné avait obtenu que les morts de la section de Fouillard (alors en Liffré) soient inhumés dans son cimetière, les habitants de Fouillard fréquentant préférentiellement l'église de Thorigné pour les cérémonies religieuses ; mais le 10 février 1927 le conseil municipal de Thorigné interdit l'inhumation des morts de Fouillard dans son cimetière, afin d'exercer une pression sur les électeurs de la section de Fouillard, lesquels se prononcèrent malgré tout majoritairement pour leur maintien dans la commune de Liffré (le 3 mars 1929 les candidats hostiles au rattachement à Thorigné obtiennent 51 ou 50 voix, ceux favorables au rattachement 30 voix) ; celle-ci décida alors la construction d'un cimetière à Fouillard. Les relations entre les communes de Liffré et de Thorigné demeurèrent tendues : le 16 juin 1931 le conseil municipal de Thorigné démissionna, pour protester contre le refus de la commune de Liffré d'augmenter sa contribution financière pour les enfants de Fouillard qui fréquentaient les écoles de Thorigné, ce qui amena la commune de Liffré à envisager la construction d'une école à Fouillard. Une commission d'arbitrage, organisée par le Préfet le 25 juillet 1931 finit par régler le différend entre les deux communes.
En 1975, 337 habitants de Fouillard (sur 480 électeurs) demandent au préfet le rattachement de leur « hameau » à Thorigné-sur-Vilaine. Cette procédure se solde par un refus en 1979.
La municipalité de Thorigné-sur-Vilaine a relancé un nouveau dossier en mars 1980 et, le 4 décembre 1981, un décret de rattachement de Fouillard (partie de la commune de Liffré qui était située à 8 km du bourg de cette commune) à la commune de Thorigné-sur-Vilaine est signé.
En 1982, la nouvelle commune prend le nom de Thorigné-Fouillard.

### LeXXIesiècle

#### Un essor démographique très important
En raison de sa proximité avec Rennes, Thorigné-Fouillard a connu un développement démographique sans précédent dans le dernier quart du XXe siècle et les premières décennies du XXIe siècle (passant de 397 habitants en 1968 à 8 631 habitants en 2022), engendrant la construction de nombreux lotissements et d'un important habitat pavillonnaire ; la commune a perdu son ancien caractère rural.

## Politique et administration

### Rattachements administratifs et électoraux

#### Circonscriptions de rattachement
Thorigné-Fouillard appartient à l'arrondissement de Rennes et au canton de Liffré depuis le rattachement du village de Fouillard (hameau de Liffré) à Thorigné-sur-Vilaine en 1982. Avant cette date, l'ancienne commune de Thorigné a appartenu aux cantons suivants : Rennes-Nord-Est (1833-1973) et Rennes-VI (1973-1982).
Pour l'élection des députés, la commune fait partie de la deuxième circonscription d'Ille-et-Vilaine. Sous le Second Empire, Thorigné appartenait à la circonscription de Rennes, sous la IIIe République à la première circonscription de Rennes et de 1958 à 1986 à la 1re circonscription (Rennes-Nord). De 1986 à 2010, Thorigné-Fouillard était rattachée à la 6e circonscription (Fougères).

#### Intercommunalité
La commune de Thorigné appartient à Rennes Métropole depuis sa création le 9 juillet 1970. Thorigné-sur-Vilaine faisait alors partie des 27 communes fondatrices du District urbain de l'agglomération rennaise qui a pris sa dénomination actuelle le 1er janvier 2000.
Thorigné-Fouillard fait aussi partie du Pays de Rennes.

#### Institutions judiciaires
Sur le plan des institutions judiciaires, la commune relève du tribunal judiciaire (qui a remplacé le tribunal d'instance et le tribunal de grande instance le 1er janvier 2020), du tribunal pour enfants, du conseil de prud'hommes, du tribunal de commerce, de la cour d'appel et du tribunal administratif de Rennes et de la cour administrative d'appel de Nantes.

### Administration municipale
Le nombre d'habitants au dernier recensement étant compris entre 5 000 et 9 999, le nombre de membres du conseil municipal est de 29.
Conseil municipal actuel
Les 29 sièges composant le conseil municipal ont été pourvus le 15 mars 2020 lors du premier tour de scrutin. Actuellement, il est réparti comme suit :

### Liste des maires

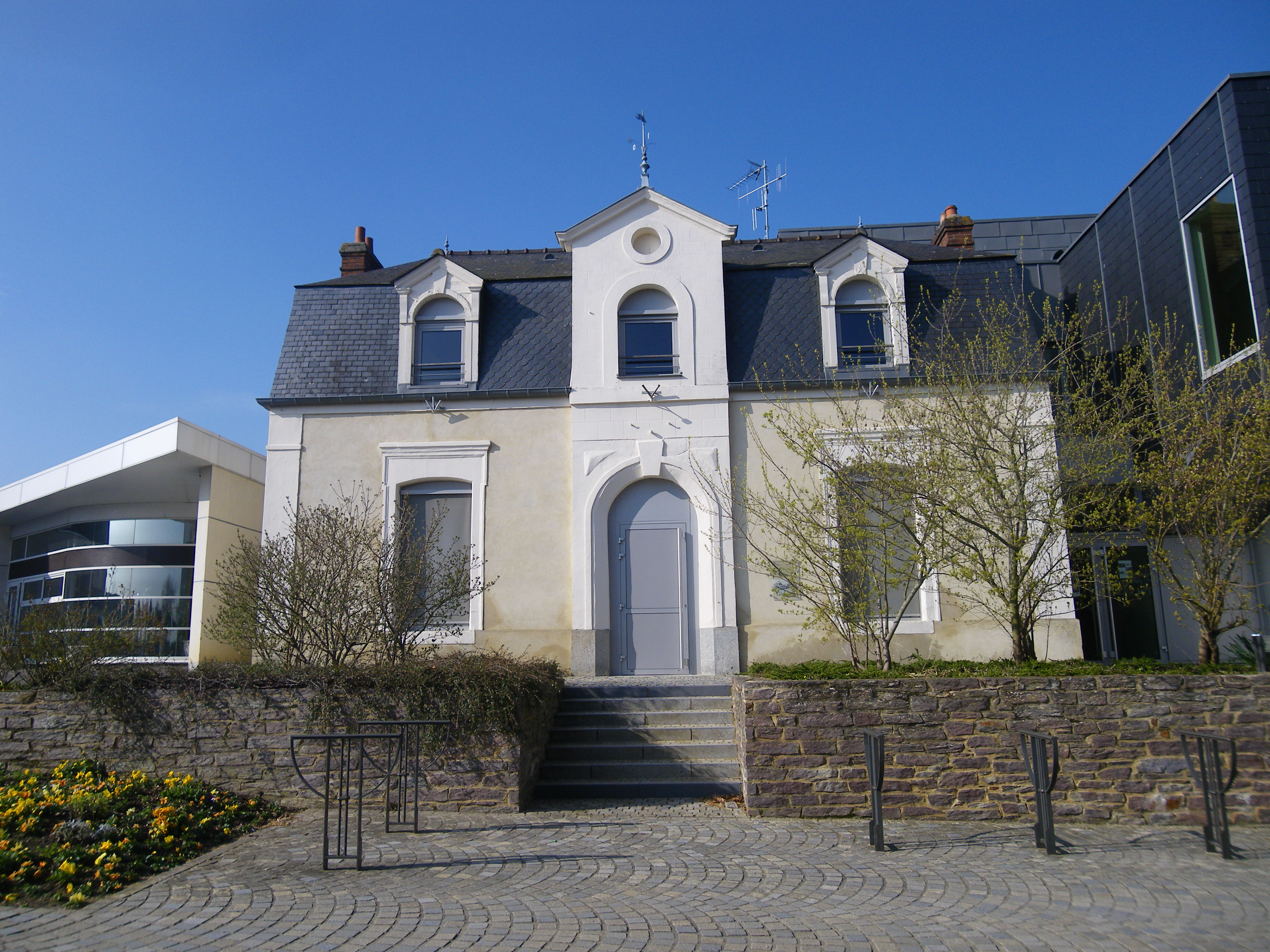
L'ancienne mairie de Thorigné-Fouillard.

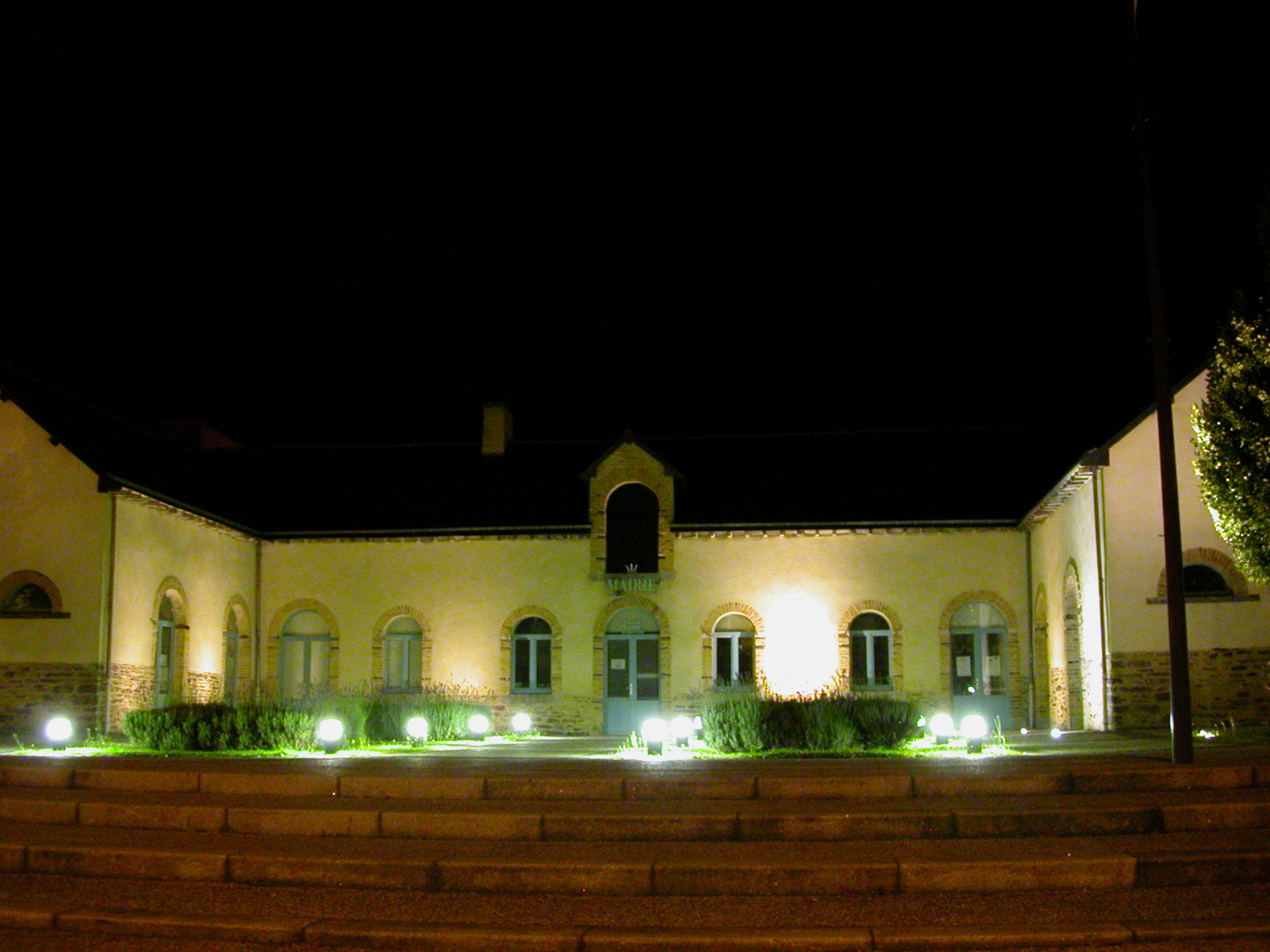
La mairie de nuit.

Le rattachement de Fouillard à Thorigné-sur-Vilaine est officialisé le 4 décembre 1981. Dans la foulée, l'ensemble du conseil municipal de Thorigné démissionne, afin que la « nouvelle municipalité soit véritablement l'émanation de toute la population ». Une élection municipale est organisée les 7 et 14 février 1982 et à l'issue du second tour, la liste d'« Entente pour la programmation et la gestion démocratique des affaires communales » conduite par Claude Raulet — démissionnaire du conseil municipal de Liffré — remporte 15 sièges sur 21 contre 6 pour la liste « pour la Gestion démocratique de Thorigné-Fouillard » du maire sortant André Meneu : M. Raulet devient ainsi le premier maire de Thorigné-Fouillard.
| Période                                  | Période                    | Identité                | Étiquette    | Qualité |
| ---------------------------------------- | -------------------------- | ----------------------- | ------------ | --- |
| 25 novembre 1821                         | 4 octobre 1830             | Julien Avenant          |              | Maire nommé |
| 4 octobre 1830                           | 30 janvier 1832            | Mathurin Villeneuve     |              | Maire nommé |
| 30 janvier 1832                          | 1834                       | Julien Macé             |              | |
| 1834                                     | 1837                       | Pierre Dondel           |              | |
| 1837                                     | 1846                       | Julien Foucher          |              | |
| 1846                                     | 1848                       | Julien Texier           |              | |
| 1848                                     | 1860                       | Jean-Marie Macé         |              | |
| 1860                                     | 1878                       | Jules Goupil            |              | |
| 1878                                     | 1896                       | Pierre Galery           |              | Agriculteur, professeur d'agriculture Chevalier du Mérite agricole (1895) |
| 1896 (?)                                 | 1902 (décès)               | A. Trumel               |              | |
| avril 1902                               | 10 décembre 1913           | Jean Auffray            |              | Boulanger Réélu en 1904, 1908 et 1912. Décédé le 10 décembre 1913. |
| janvier 1914                             | juin 1931 (démission)      | René-Jean Mailleux      |              | Maréchal-ferrant, forgeron Réélu en 1919 1925 et 1929 |
| Les données manquantes sont à compléter. |                            |                         |              | |
| mai 1935                                 | mai 1953                   | Jean Auffray            | RG puis SFIO | Boulanger |
| mai 1953                                 | 25 mars 1977               | Éloi Mailleux           |              | Mécanicien, ajusteur Chevalier du Mérite agricole (1981) Réélu en 1959, 1965 et 1971 |
| 25 mars 1977                             | 4 janvier 1982 (démission) | André Meneu             | DVG          | Instituteur et directeur d'école, secrétaire de mairie Maire honoraire (2009) |
| 4 janvier 1982                           | 17 février 1982            | Délégation spéciale     |              | |
| 17 février 1982                          | 18 mars 1989               | Claude Raulet           | DVD          | Maître de conférences Réélu en 1983 |
| 18 mars 1989                             | 17 mars 2001               | Maurice Lelièvre        | PS           | Professeur d'éducation physique et sportive, chargé d'enseignement à l'INSA de Rennes Réélu en 1995                                                                                       |
| 17 mars 2001                             | 7 janvier 2017             | Jean-Jacques Bernard    | PS           | Inspecteur du Trésor public 11e vice-président de Rennes Métropole (2008 → 2014) 5e vice-président de Rennes Métropole (2014 → 2020) Adjoint au maire (1989 → 2001) Réélu en 2008 et 2014 |
| 7 janvier 2017                           | 27 mai 2020                | Pascale Jubault-Chaussé | PS           | Professeure des écoles Adjointe au maire (2008 → 2017) |
| 27 mai 2020                              | En cours                   | Gaël Lefeuvre           | ECO          | Ingénieur chimiste et directeur Air Breizh |
| Les données manquantes sont à compléter. |                            |                         |              | |

### Jumelages
| Ville | Ville       | Pays | Pays     | Période     |
| ----- | ----------- | ---- | -------- | ----------- |
|       | Dandoli     |      | Mali     | depuis 2003 |
|       | Győrújbarát |      | Hongrie  | depuis 2000 |
|       | Lusk        |      | Irlande  | depuis 1993 |
|       | Sibiu,      |      | Roumanie | depuis 1995 |

Thorigné-Fouillard est jumelée avec Lusk (Irlande) depuis 1993, Sibiu (Roumanie) depuis 1995, Győrújbarát (Hongrie) depuis 2000 et Sibi-Sibi (Mali) depuis 2003,.

## Démographie
L'évolution du nombre d'habitants est connue à travers les recensements de la population effectués dans la commune depuis 1793. Pour les communes de moins de 10 000 habitants, une enquête de recensement portant sur toute la population est réalisée tous les cinq ans, les populations de référence des années intermédiaires étant quant à elles estimées par interpolation ou extrapolation. Pour la commune, le premier recensement exhaustif entrant dans le cadre du nouveau dispositif a été réalisé en 2004.
En 2022, la commune comptait 8 631 habitants, en évolution de +2,45 % par rapport à 2016 (Ille-et-Vilaine : +5,46 %, France hors Mayotte : +2,11 %).
| 1793 | 1800 | 1806 | 1821 | 1831 | 1836 | 1841 | 1846 | 1851 |
| ---- | ---- | ---- | ---- | ---- | ---- | ---- | ---- | ---- |
| 423  | 432  | 458  | 461  | 515  | 503  | 513  | 532  | 527  |

| 1856 | 1861 | 1866 | 1872 | 1876 | 1881 | 1886 | 1891 | 1896 |
| ---- | ---- | ---- | ---- | ---- | ---- | ---- | ---- | ---- |
| 507  | 575  | 577  | 559  | 546  | 501  | 521  | 526  | 483  |

| 1901 | 1906 | 1911 | 1921 | 1926 | 1931 | 1936 | 1946 | 1954 |
| ---- | ---- | ---- | ---- | ---- | ---- | ---- | ---- | ---- |
| 515  | 474  | 431  | 390  | 390  | 393  | 380  | 399  | 330  |

| 1962 | 1968 | 1975  | 1982  | 1990  | 1999  | 2004  | 2006  | 2009  |
| ---- | ---- | ----- | ----- | ----- | ----- | ----- | ----- | ----- |
| 345  | 397  | 1 245 | 3 591 | 5 257 | 6 625 | 6 708 | 6 846 | 7 105 |

| 2014  | 2019  | 2022  | - | - | - | - | - | - |
| ----- | ----- | ----- | - | - | - | - | - | - |
| 8 012 | 8 575 | 8 631 | - | - | - | - | - | - |

## Vie locale

### Services publics
La commune dispose de deux cimetières : le cimetière de Thorigné situé dans le bourg (n'accueillant plus de nouvelles concessions) et le cimetière de Fouillard (disposant d'un columbarium et d'un jardin du souvenir).

### Enseignement et petite enfance
Les jeunes Thoréfoléens sont scolarisés sur le territoire de la commune de la maternelle au primaire. Une crèche municipale permet l'accueil des enfants entre 0 et 3 ans.
L'enseignement maternel et élémentaire est assuré par l'école publique Les Prés Verts et par l'école privée Sainte-Anne. Depuis novembre 2008, le groupe scolaire public est localisé sur deux sites : les Prés Verts (allée Jules-Ferry) et les Grands Prés Verts (secteur Lande de Brin). La restauration municipale pour les enfants des écoles privée et publique est répartie sur les deux sites.
Depuis la rentrée 2008, les élèves thoréfoléens entrant au collège sont affectés au collège des Gayeulles à Rennes. Une partie importante des élèves choisissent de poursuivre leur scolarité dans le collège privé Léontine Dolivet à Cesson-Sévigné et dans une moindre mesure aux collèges privés l'Assomption de Rennes et Saint-Michel de Liffré.
Le STAR assure une liaison régulière vers les différents campus universitaires rennais via les lignes 50 et 83.

### Santé, services d'urgence et sécurité
L'EHPAD de la Claire Noë dispose de 48 places.
« Le Placis Vert », ouvert en 1977, est un centre hospitalier spécialisé de lutte contre les maladies mentales et centre d'accueil spécialisé pour adultes handicapés situé sur la commune.

### Sport
Depuis la saison 2018-2019, le club de Thorigné-Fouillard tennis de table (TFTT) évolue en Pro B. À cette occasion, le TFTT devient la première équipe de tennis de table bretillienne à accéder à ce niveau. Ils accèdent ensuite en Pro A en juin 2022. Un des joueurs de l équipe professionnelle Jules Rolland est même sélectionné pour les championnats du monde en Chine en 2022.
On retrouve des équipements sportifs à la salle de la Vigne (basket, tennis de table, tir à l'arc, roller), au complexe sportif des Longrais (des vestiaires, des terrains de football, une salle d'arts martiaux, une salle de gymnastique, une salle de musculation, une salle en parquet et une salle omnisport) utilisé pour le baseball, le handball, le football, le judo, la danse et la gymnastique, aux Blanchets (tennis), à la salle des Molières (billard, tennis), à Poprune (piste de bicross, terrains de football, de volley et de basket) et au boulodrome.
Est également pratiqué le palet sur planche au sein de l'Amicale des Palétistes de Thorigné-Fouillard (association fondée en 1981 et basée à la Juteauderie).

## Culture et patrimoine

### Lieux et monuments
Il n'y a aucun monument historique à Thorigné-Fouillard.
De nombreux bâtiments de la commune ont fait l'objet d'un inventaire qui comprend notamment :
- l'église Saint-Melaine, qui date de 1900 et est due à Arthur Regnault ; son clocher est de style néogothique[94] ;

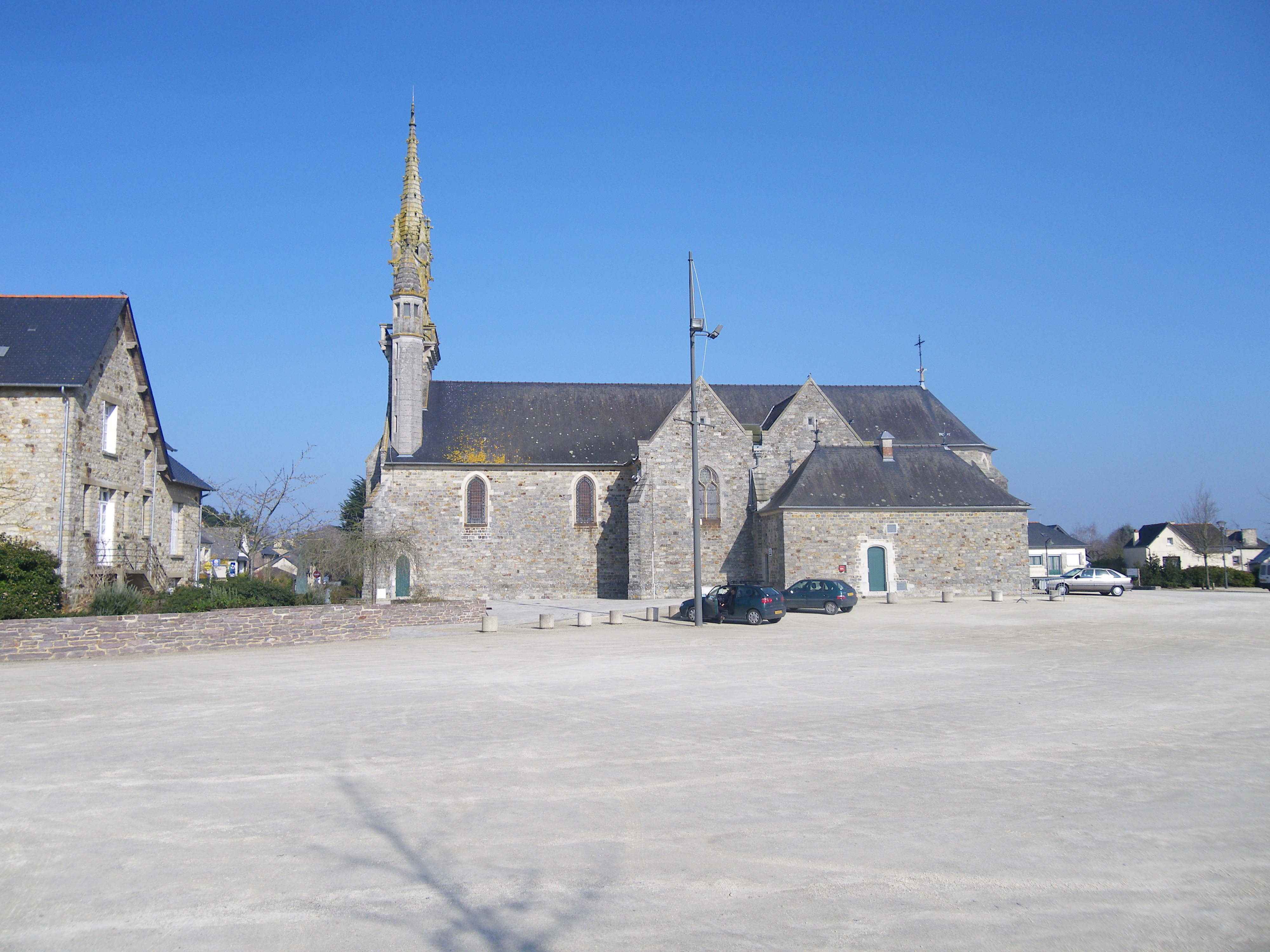
L'église de Thorigné-Fouillard : vue extérieure d'ensemble.
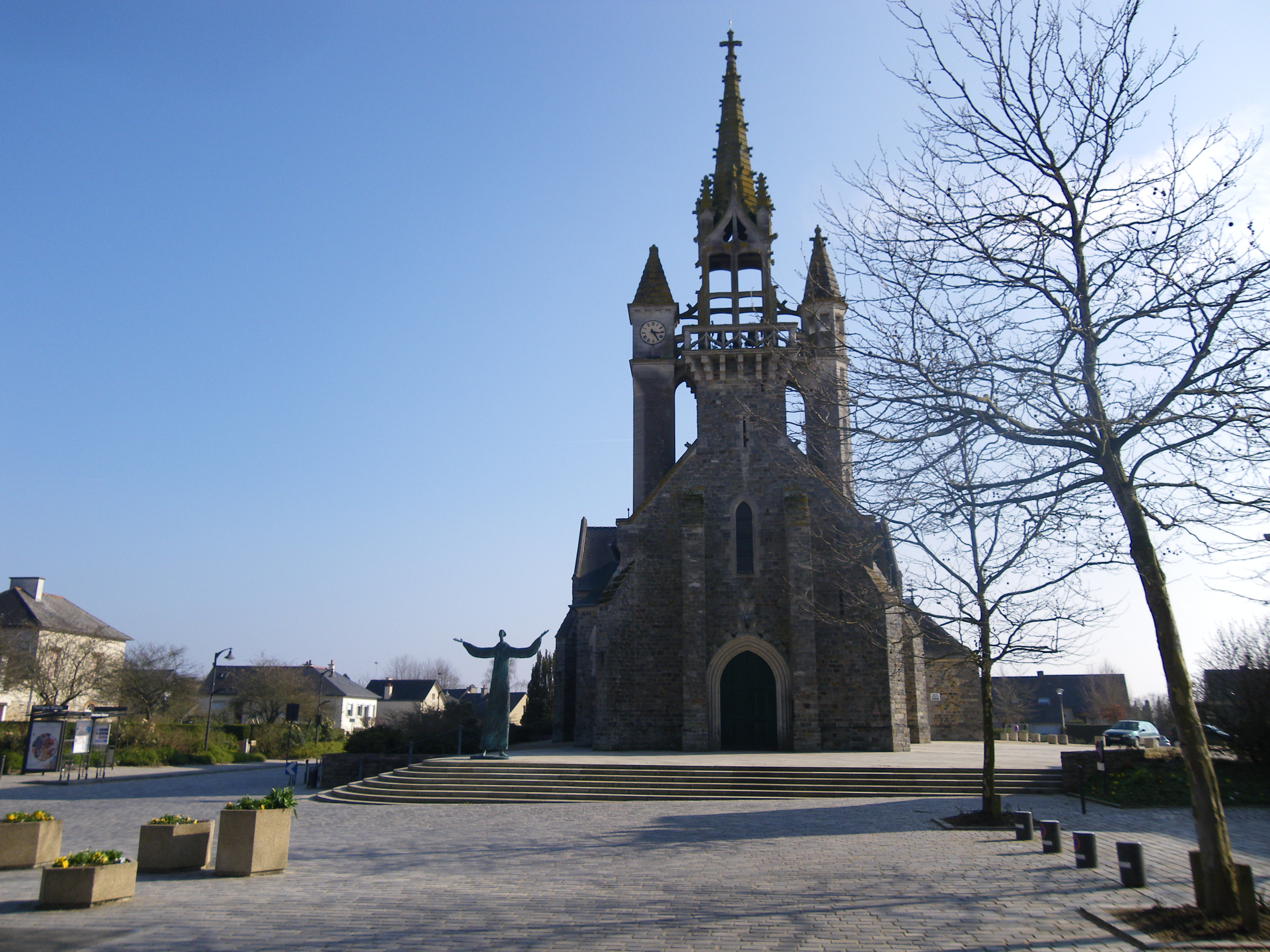
L'église de Thorigné-Fouillard : la façade.
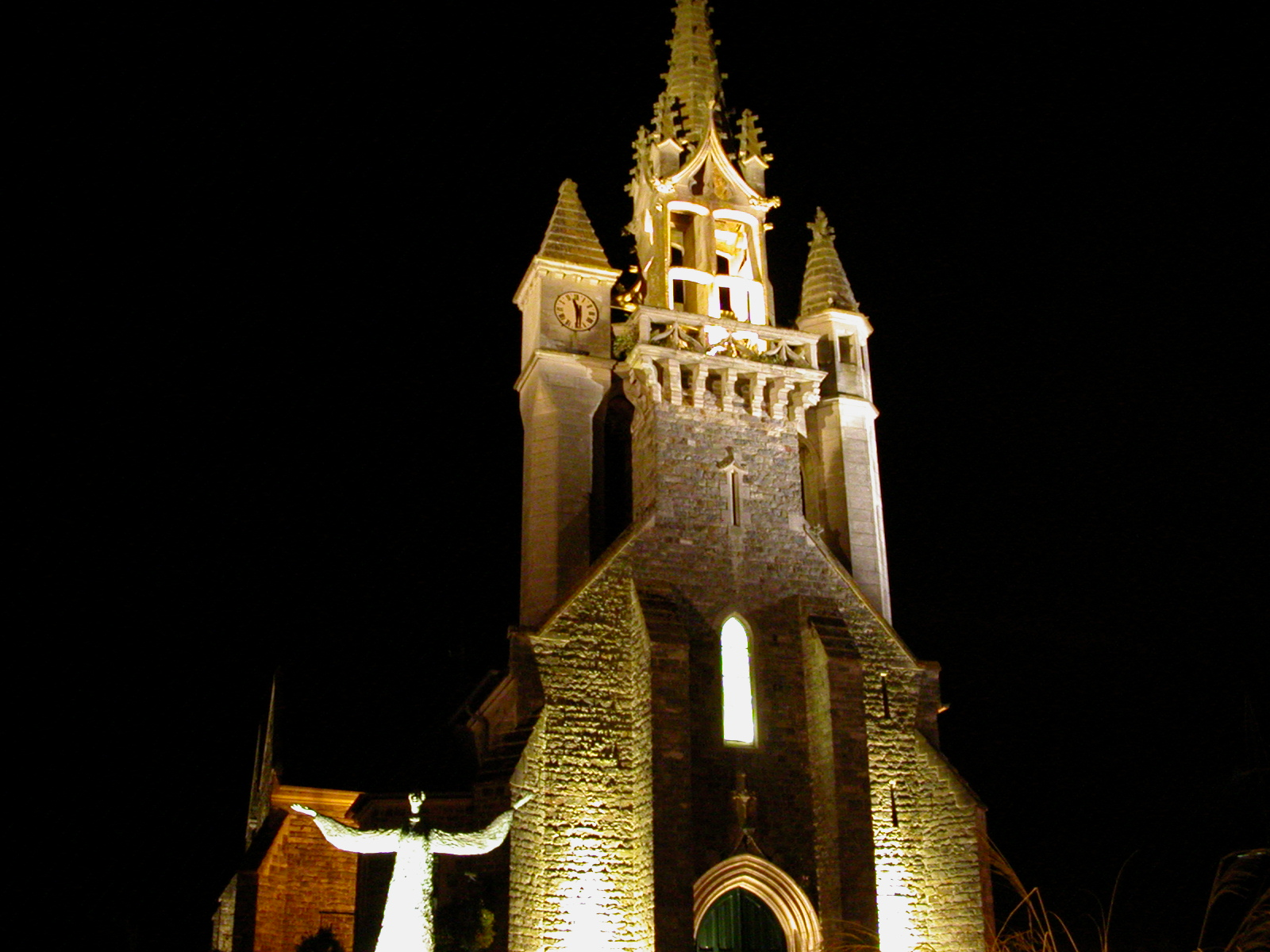
L'église Saint-Melaine de nuit.
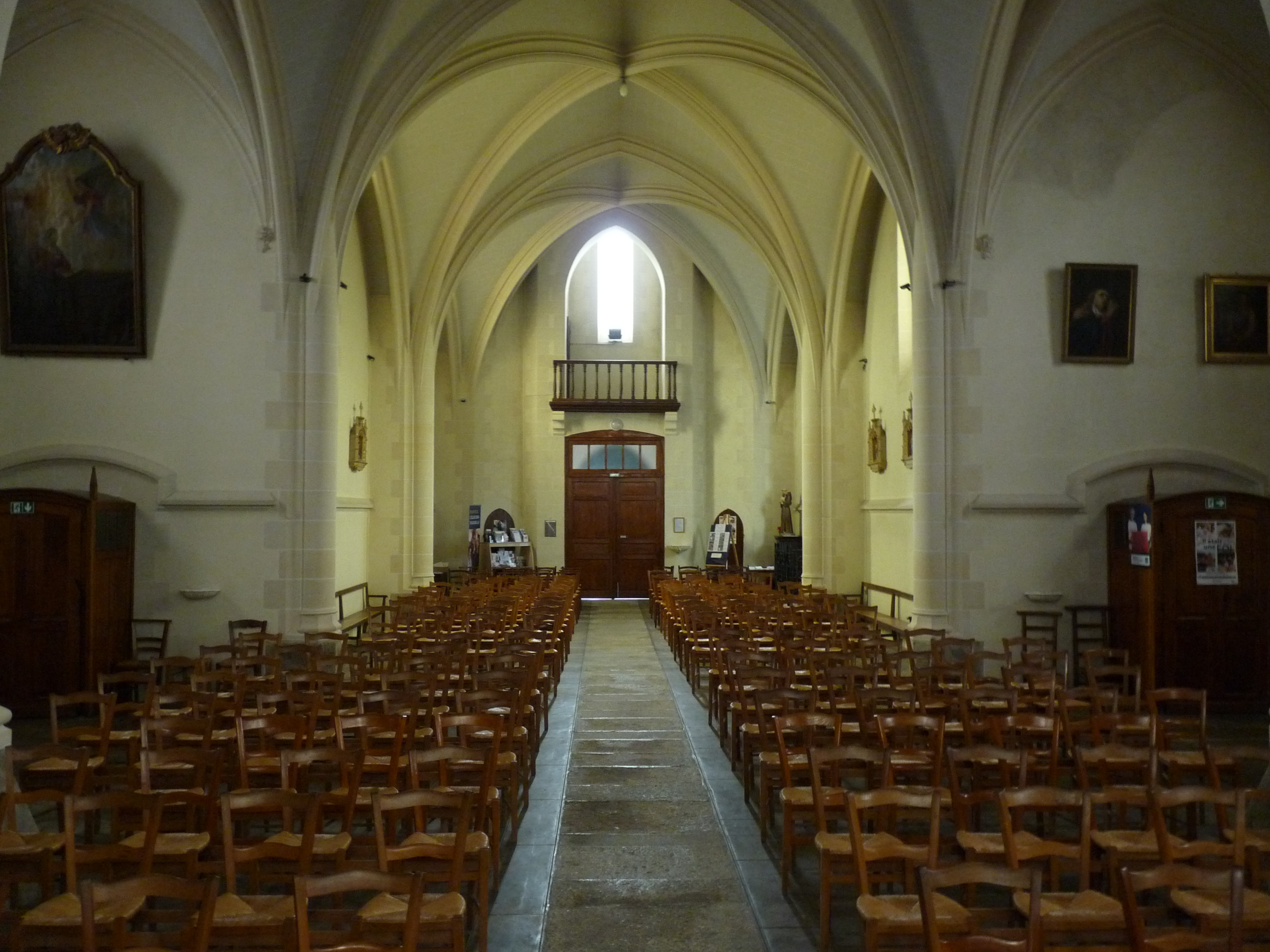
L'église de Thorigné-Fouillard : vue intérieure d'ensemble.
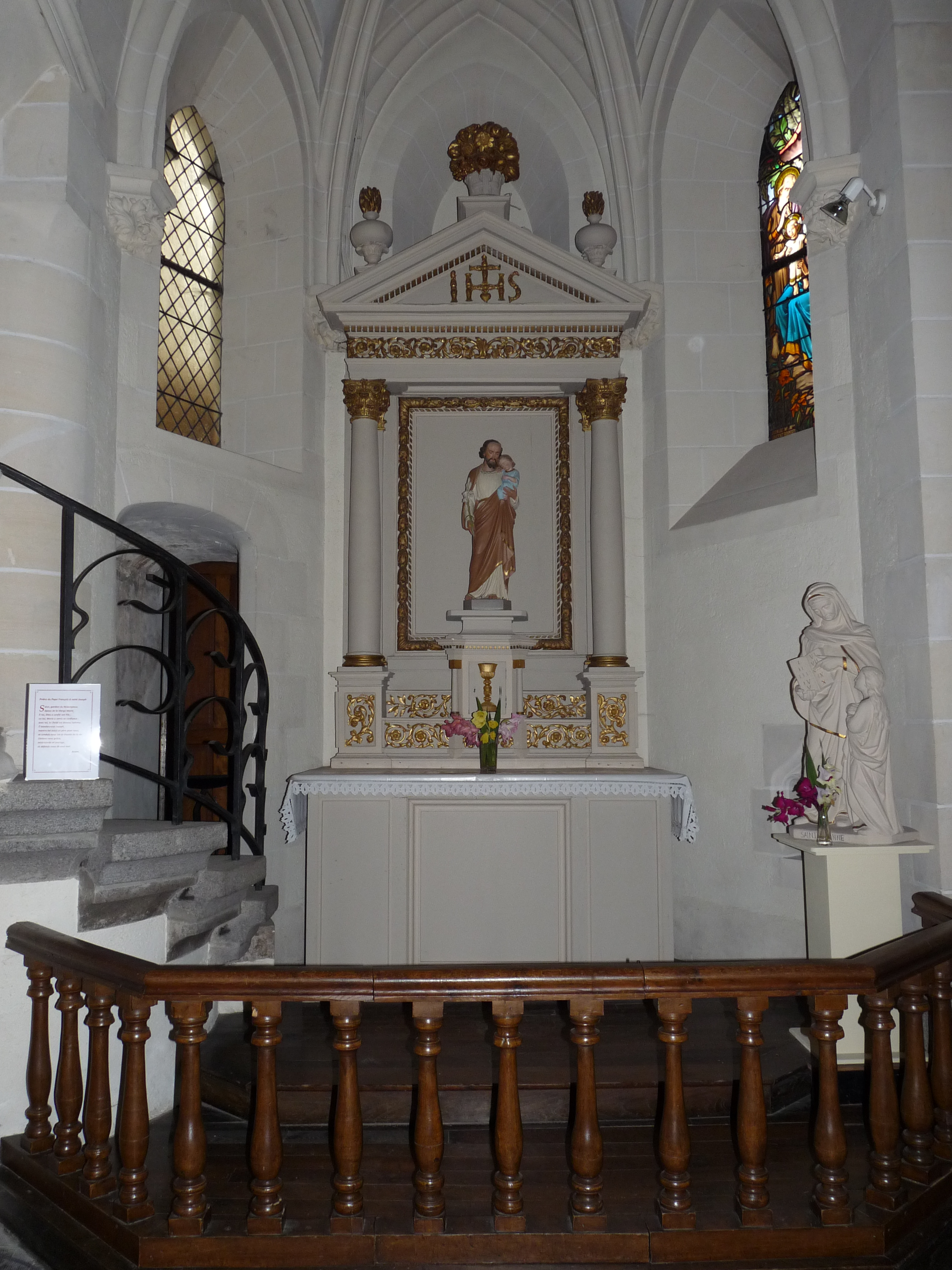
L'église de Thorigné-Fouillard : autel de sainte Anne.

- le manoir de Tizé, au bord de la Vilaine, qui remonte au XVe siècle[95],[96], de style Renaissance, construit en schiste local, contient notamment un escalier en colimaçon et une imposante cheminée ; il abrite l'association culturelle et artistique Le Bout du Plongeoir[97] depuis 2005. En 2010, Rennes Métropole reconnaît le lieu comme équipement d'intérêt communautaire[98]. On y trouve l'œuvre monumentale La Table gronde, commandée à l'artiste Yves Chaudouët par le centre d'art rennais La Criée[99] ;

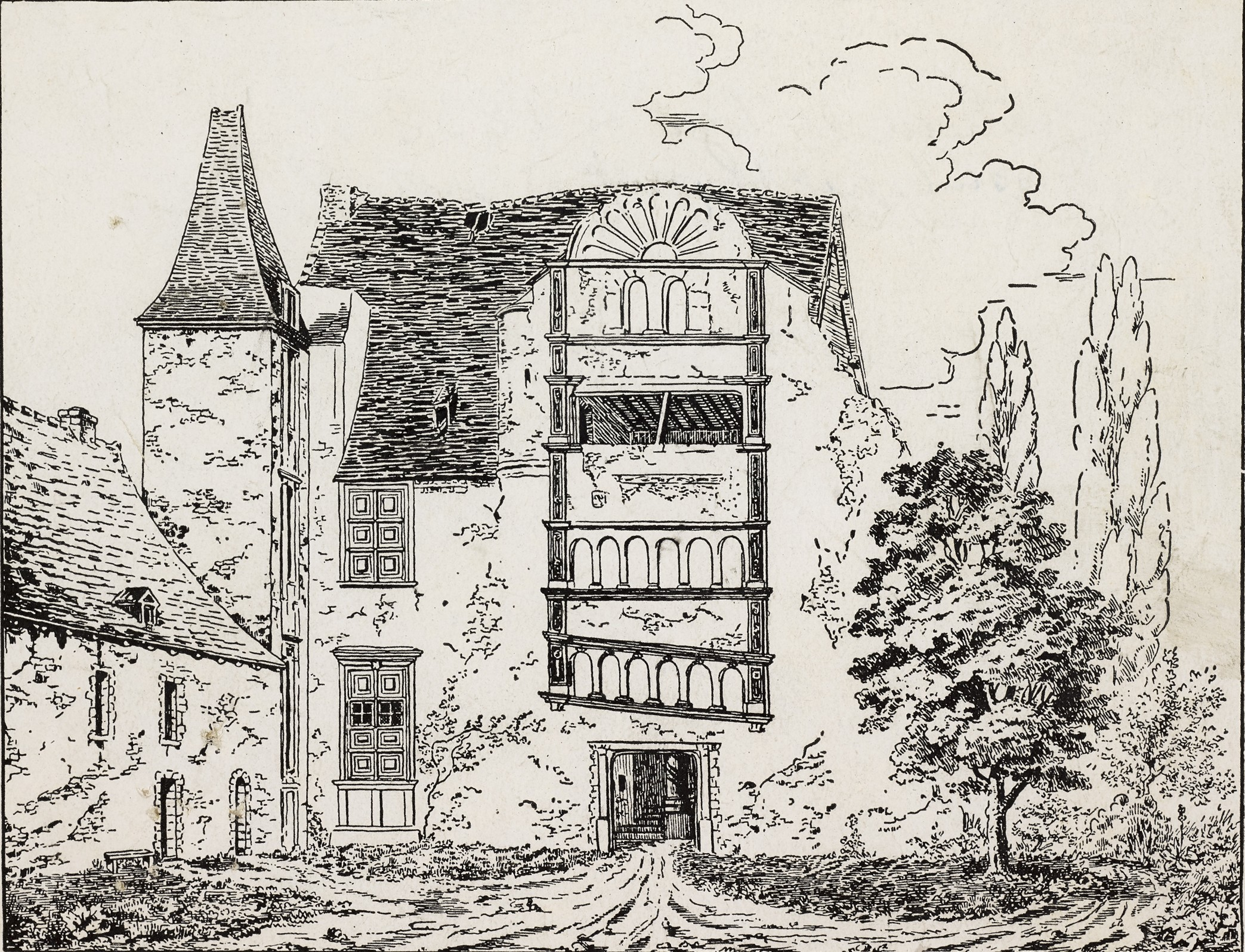
Dessin représentant le château de Tizé en 1838.
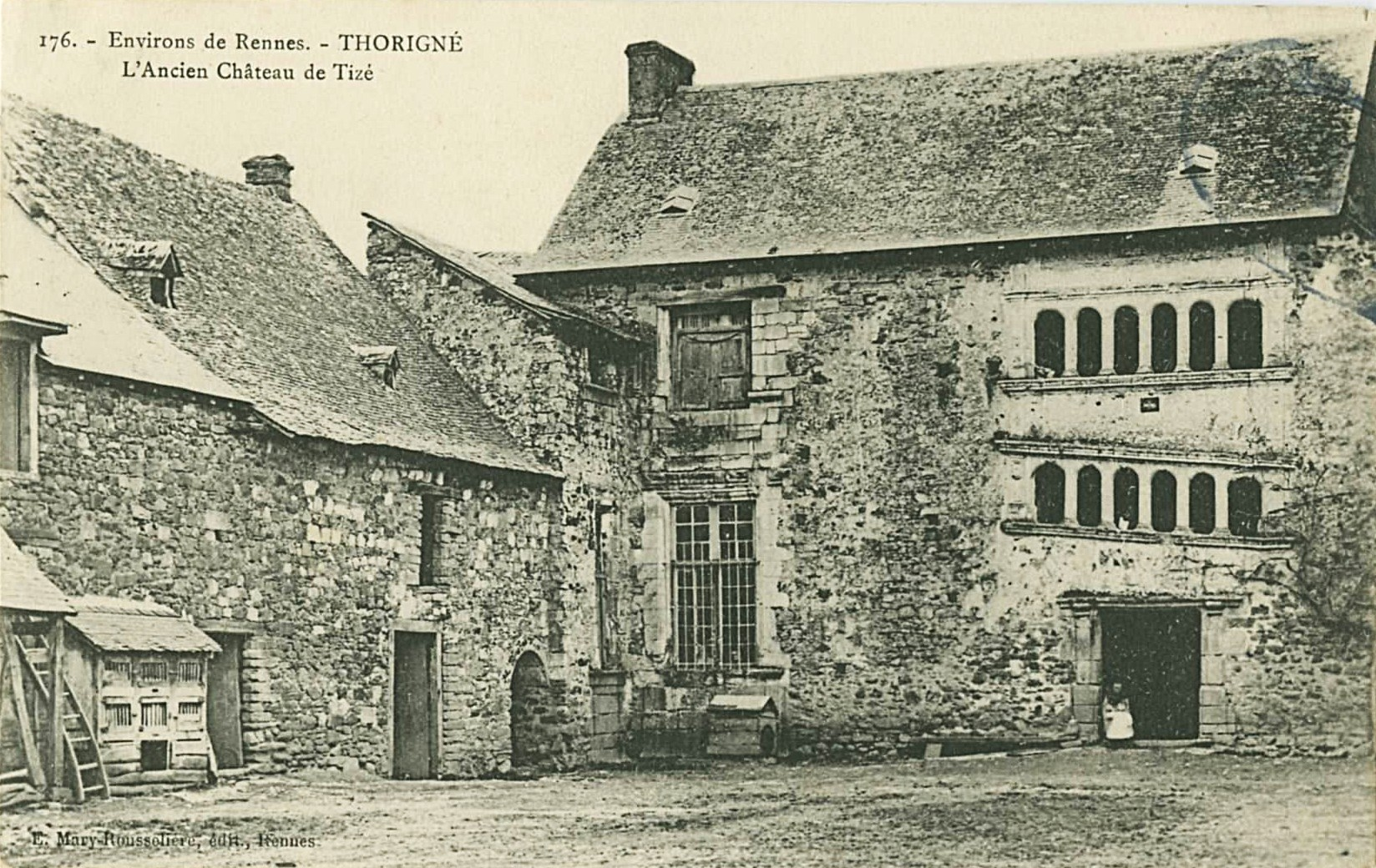
Thorigné ː l'ancien château de Tizé au début du XXe siècle (carte postale).
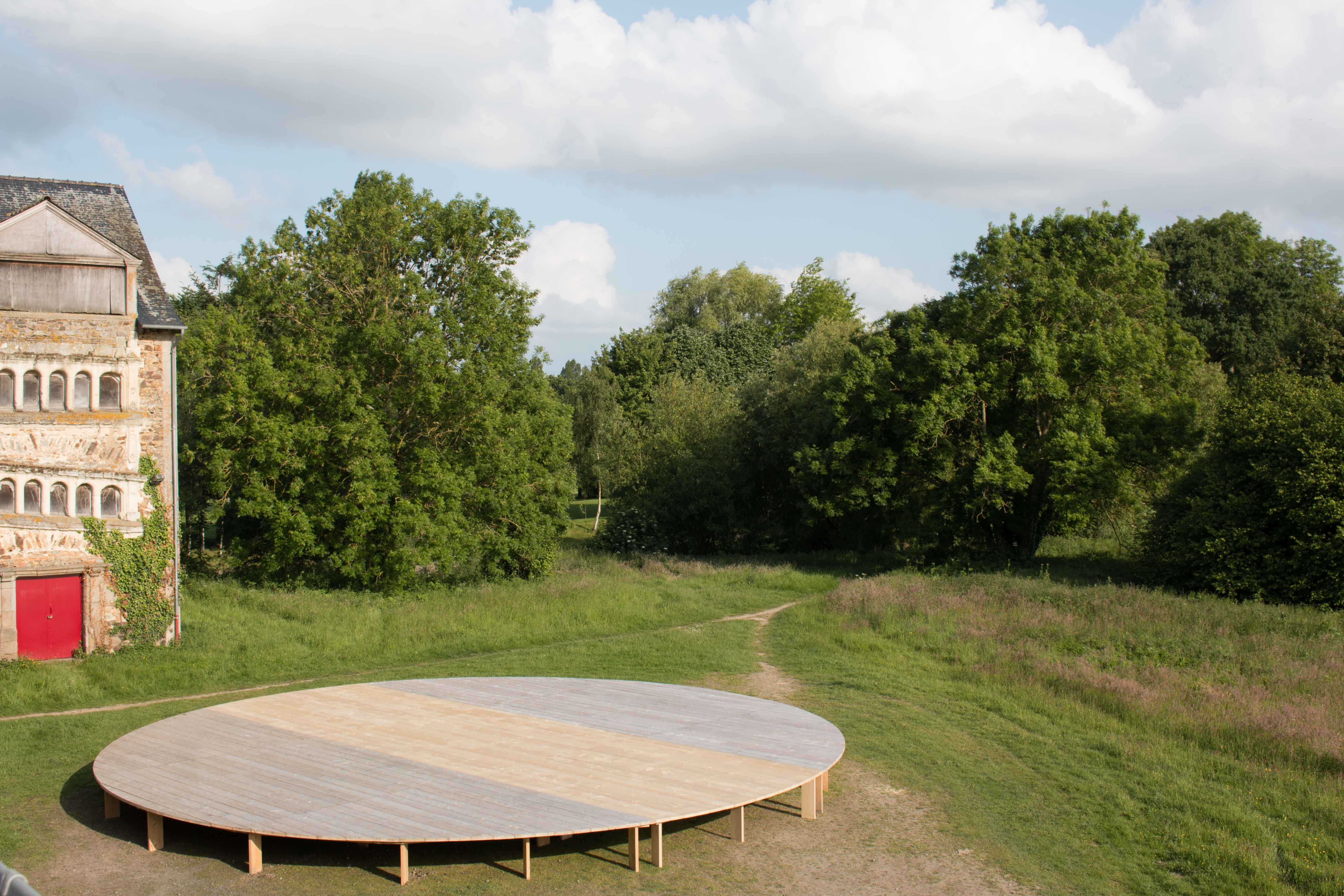
La Table gronde.

- le manoir de la Noë : construit en 1842 à l'emplacement d'un ancien manoir disparu ; agrandi fin XIXe siècle[100] ;

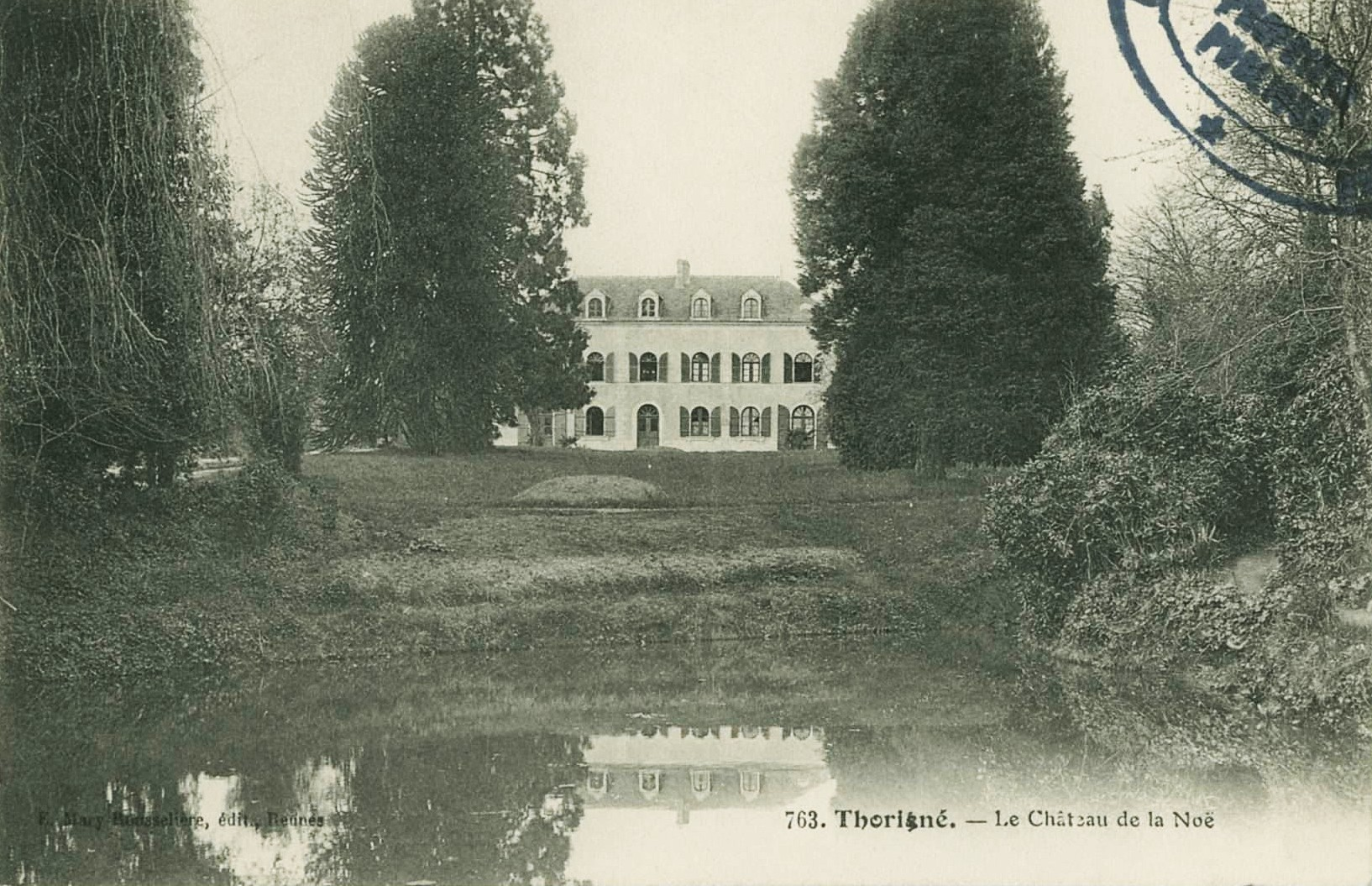
Thorigné ː le château de la Noë au début du XXe siècle (carte postale).

- le manoir au Tertre[101] ;
- une demeure de type château au Gaudrier, construite à l'orée de la forêt de Rennes vers le milieu du XIXe siècle, de style néoclassique[102] et sa ferme[103] ;

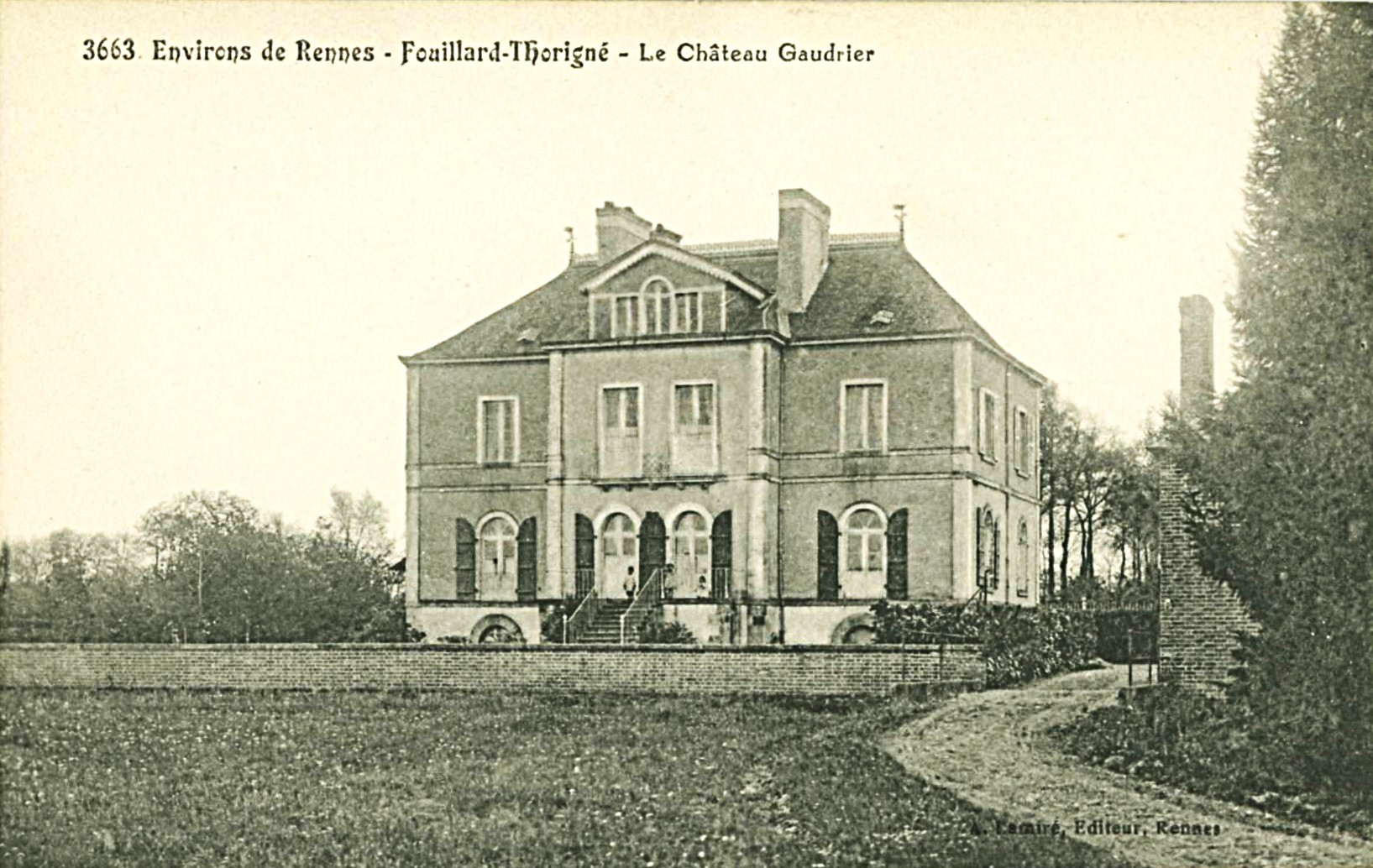
Thorigné ː le château Gaudrier au début du XXe siècle (carte postale).

- la ferme du Plessis, construite sous le Second Empire ; appartenant à M. Galric, enseignant aux Écoles d'agriculture de Rennes et de Nozay, elle a accueilli vers 1870 la Bergerie Nationale[104].
- une statue, réplique en bronze d'une des statues du « Monument pour La Paix » d'Hiroshima, dénommée L'Espoir, fondue par le sculpteur Louis Derbré, se trouve sur le parvis de l'église paroissiale.
- Le Monument du souvenir, symbole du rattachement de Thorigné-sur-Vilaine et de Fouillard en 1982 (dû à Loïk Josse et Roger Joncourt) se trouve sur l'esplanade Jean Moulin.

La commune est une ville fleurie (deux fleurs) au concours des villes et villages fleuris.

### Personnalités liées à la commune
- Bertrand d'Argentré (1519 - 1590 à Thorigné), historien.
- Mélanie Maudran, actrice française, née le 31 juillet 1979  à Rennes, a grandi à Thorigné-Fouillard.
- Valentina (née en 2009), chanteuse, est originaire de Thorigné-Fouillard[106].

## Héraldique
| Blason de Thorigné-Fouillard | Blason  | D'hermine au lion coupé de gueules et de sinople. |
| Blason de Thorigné-Fouillard | Détails | Le statut officiel du blason reste à déterminer.  |